# Kapitol der Vereinigten Staaten

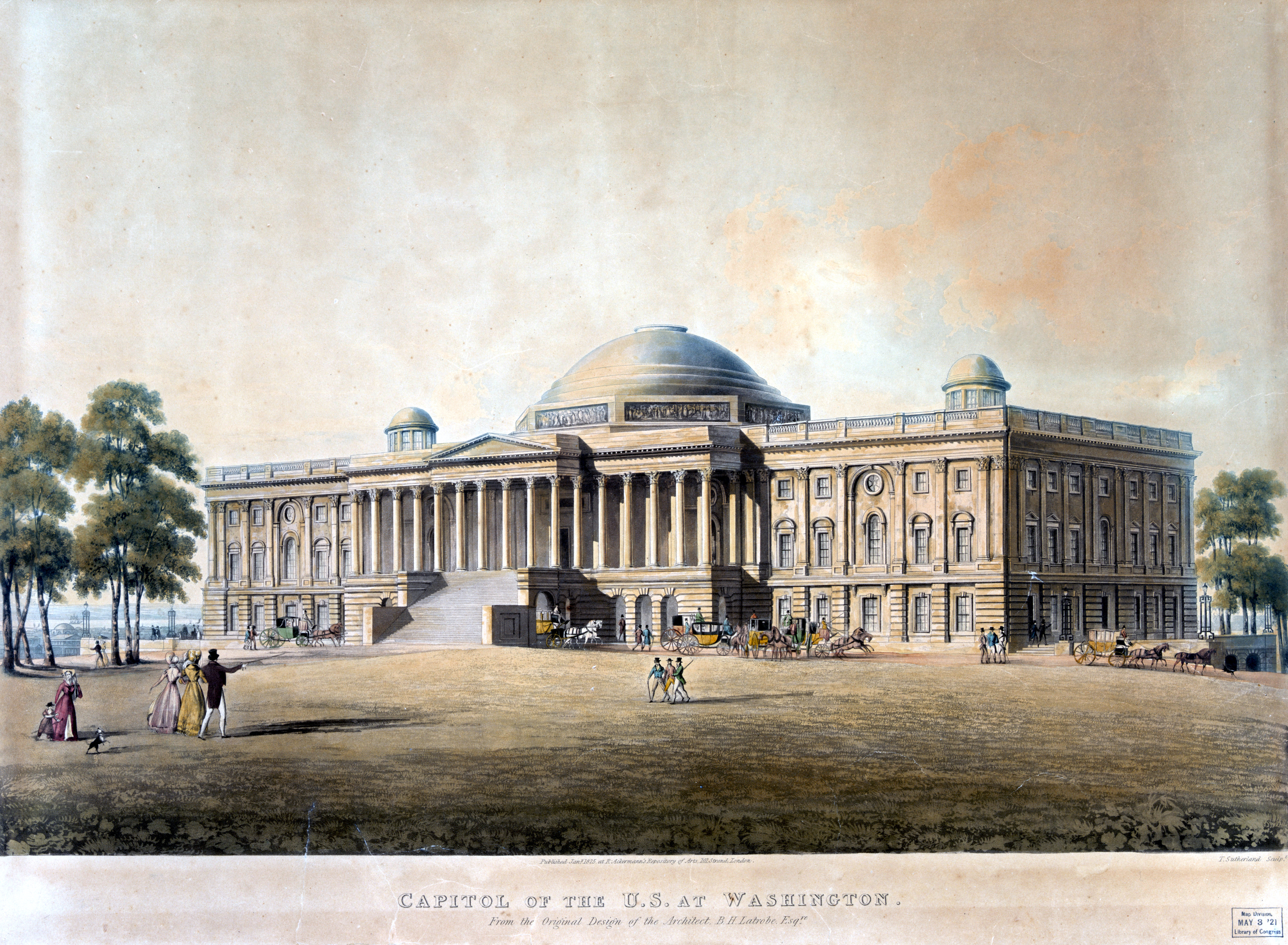
Historische Darstellung von 1825
Stich von Thomas Sutherland

Das Kapitol der Vereinigten Staaten (englisch United States Capitol) ist der Sitz des US-Kongresses, der Legislative (Parlament zur Gesetzgebung) der Vereinigten Staaten von Amerika, in Washington, D.C. In ihm finden Sitzungen des Senats (Senate) und des Repräsentantenhauses (House of Representatives) statt. Neben den Sitzungsräumen der beiden Parlamentskammern beherbergt das klassizistische Bauwerk zahlreiche Kunstwerke zur Geschichte der USA. Es ist mit drei bis fünf Millionen Besuchern im Jahr eines der populärsten Tourismusziele des Landes.
Das von 1793 bis 1823 erbaute und von 1851 bis 1863 umfassend erweiterte Gebäude besteht aus einer Rotunde mit einer Kuppel, an die die beiden Parlamentsflügel anschließen. Das Kapitol ist 229 Meter lang, bis zu 107 Meter breit und an seiner höchsten Stelle 88 Meter hoch. Es war nach dem Weißen Haus das erste größere Bauwerk in Washington, D.C., um das die Stadt herum entstand. Direkt um das Kapitol liegt der Kapitolkomplex, zu dem unter anderem die Library of Congress und die Gebäude des Supreme Courts gehören.
Bauaufsicht und Verwaltung des Kapitols sowie des Kapitolkomplexes obliegen dem Architekten des Kapitols. Prägende Architekten in der Baugeschichte waren William Thornton, von dem die ursprüngliche Planung stammt, Henry Latrobe, der das Kapitol in seiner ersten Version fertigstellte, und Thomas Ustick Walter, von dem die heutige Form der Kuppel und die Erweiterungsbauten der Seitenflügel stammen.
Das Kapitol wurde 1986 von der American Society of Civil Engineers in die List of Historic Civil Engineering Landmarks aufgenommen und hat seit 1960 den Status einer National Historic Landmark.
Die Bezeichnung Kapitol bezieht sich auf den Tempel des Jupiter Optimus Maximus auf dem Kapitolshügel in Rom. In der Zeit des Klassizismus wurde dessen Name auf andere Gebäude übertragen, unter anderem auch auf den Sitz des amerikanischen Parlaments. Er soll damit die republikanische Tradition betonen, in der sich die USA sehen.

## Lage

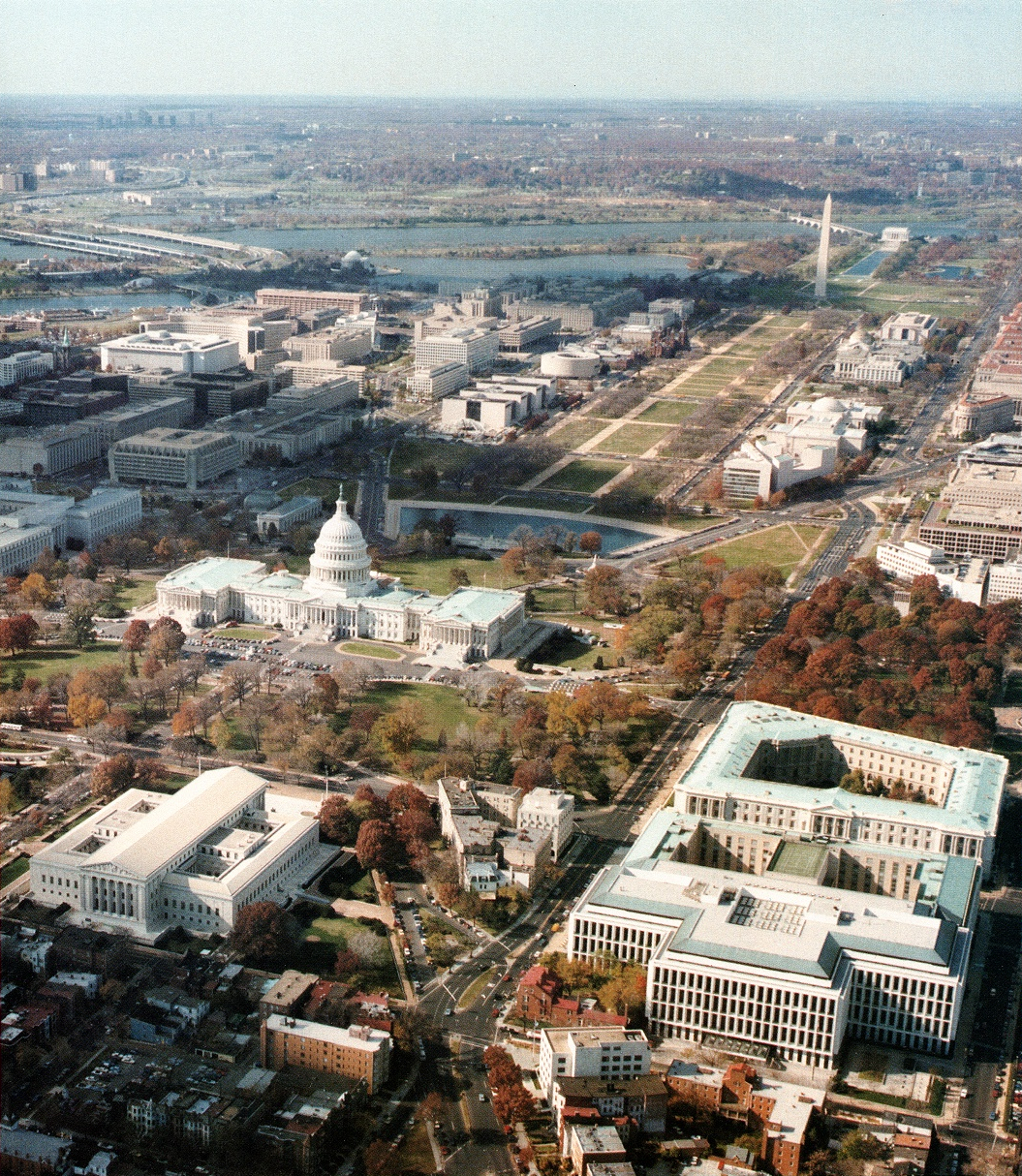
Luftaufnahme des Kapitolkomplexes und der National Mall von Nordost

Das Kapitol befindet sich in Washington, D.C. auf einem Plateau, das etwa 30 Meter über den nahegelegenen Potomac River ragt. Da es das erste große Gebäude nach dem Weißen Haus war, das in der Planhauptstadt Washington gebaut wurde, entstand der Rest der Stadt um es herum. Der Architekt Washingtons, Pierre Charles L’Enfant, hatte bei der Gestaltung der Stadt zwei wesentliche Inspirationsquellen: den Palast in Versailles als Gartenanlage – und eine Skizze des Karlsruher Fächers, die Thomas Jefferson von seiner Deutschlandreise im Jahre 1788 mitgebracht hatte. Daher verlaufen die Straßen vom Kapitol aus fächerförmig und um das Gebäude herum im Schachbrettmuster mit diagonalen Querstraßen. Noch heute liegen mehrere Grasflächen, Parks und öffentliche Plätze im direkten Umfeld des Kapitols.
Es liegt am östlichen Ende der National Mall inmitten des Kapitolkomplexes auf der Spitze des Capitol Hill in Washington, D.C. Von der Westseite des Kapitols besteht eine Sichtverbindung zum Washington Monument in der Mitte der National Mall sowie zum Lincoln Memorial am Westende der Mall. Ursprünglich bestand vom Kapitol auch eine Sichtverbindung zum nordwestlich gelegenen Weißen Haus. Diese ließ der tief mit dem Kongress zerstrittene Präsident Andrew Jackson jedoch durch ein Gebäude des Finanzministeriums zubauen.
Andere Gebäude des Capitol Complex sind beispielsweise die Library of Congress, die Gebäude des Supreme Courts, die Bürogebäude des Kongresses und das Elektrizitätswerk, das den ganzen Komplex versorgt. Mit zum Areal gehören der Botanische Garten des Kongresses sowie diverse Kunstwerke und Statuen. Wichtige Straßen, die am Kapitol vorbeilaufen, sind die First Street, die Constitution Avenue und die Independence Avenue.
Da das Kapitol als Mittelpunkt von Washington, D.C. geplant war, tragen alle Adressen in der Stadt die Kennzeichnung NE (North East), NW (North West), SE (South East) oder SW (South West), je nachdem, wo sie sich im Verhältnis zur Rotunde des Gebäudes befinden. In der Rotunde selbst kennzeichnet ein Stein im Boden den Punkt, an dem sich die vier Bezirke treffen. Da das Kapitol aber nicht genau in der Mitte Washingtons liegt, bedeutet das, dass die West-Bezirke ein Stück größer sind als die Ost-Bezirke.
Ein Netz von Tunneln und ein eigenes U-Bahn-System, die Congressional Subway, verbinden das Kapitol mit den Bürogebäuden der beiden Parlamentskammern.

## Baugeschichte

Generalplan von L’Enfant, 1792

Das Kapitol hat eine wechselhafte und anfangs von Fehlkonstruktionen geprägte Baugeschichte, die bis heute andauert. Nach dem Beschluss, eine Planhauptstadt auf der Grundlage eines von Pierre L’Enfant konzipierten städtebaulichen Generalplans zu errichten, begannen die Bauarbeiten am Kapitol 1793. In L’Enfants Stadtgrundriss waren dem Weißen Haus als Residenz des Präsidenten und dem Kapitol als Sitz der Volksvertretung und der Vertretung der Bundesstaaten hervorgehobene Positionen zugedacht. Als Blickpunkte von stern- bzw. fächerförmig angeordneten Hauptstraßen und weiträumigen Grünzügen sollten sie im Stadtbild eine besondere Präsenz entfalten. Im Jahr 1800 war der Nordflügel des Kapitols fertig; bevor das gesamte Gebäude jedoch errichtet war, zerstörten britische Truppen es im Krieg von 1812 weitgehend. Bis zu seiner ersten Fertigstellung 1826 bestimmten sechs Architekten unter sechs US-Präsidenten über die Gestalt des Gebäudes. Mehrere An- und Umbauten veränderten die Gestalt bis 1863 maßgeblich; unter anderem schufen sie die charakteristische heutige Form der Kuppel. Das 20. Jahrhundert sah vor allem die Ausweitung des Kapitols auf den Kapitolkomplex: Abgeordnetenbüros, die Library of Congress und der Supreme Court zogen aus dem Kapitol aus und in angrenzende neue Gebäude. Im Kapitol selbst rückte die Ostfront einige Meter nach vorne. Außerdem gibt es ein Besucherzentrum, das unterirdisch des Kapitols liegt.

### Vorgeschichte: 1791–1793

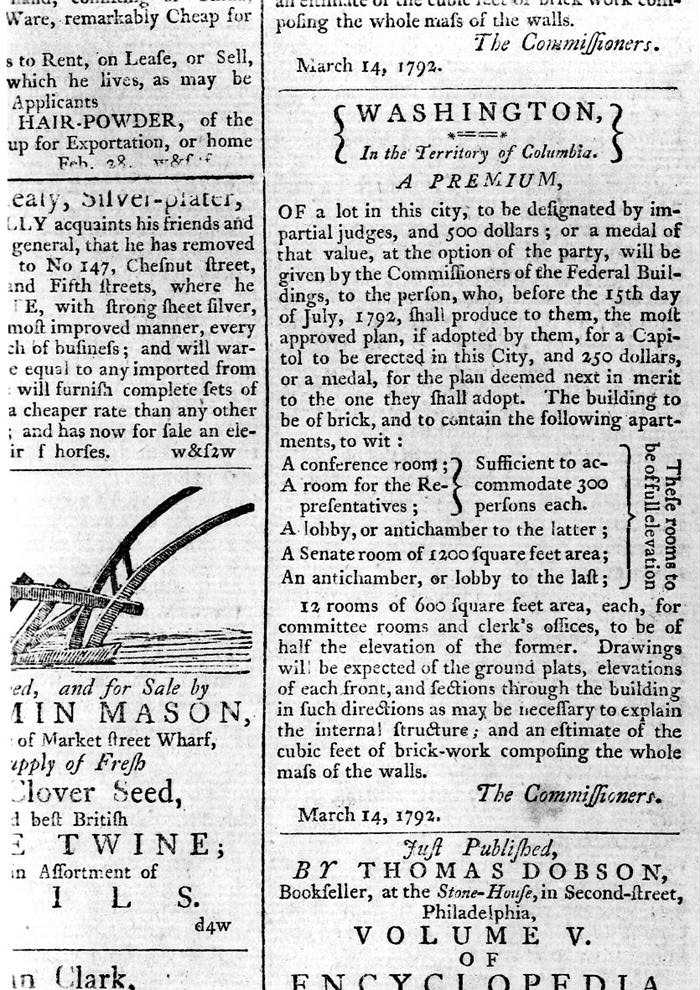
Ausschreibung des Wettbewerbs zum Kapitolbau in Dunlap’s American Daily Advertiser (Philadelphia) 24. März 1792

Der Kontinentalkongress, der Vorläufer des US-Kongresses, tagte in Philadelphia, Baltimore, Lancaster, York, Princeton, Annapolis (Maryland State House) und Trenton. Der Kongress der Vereinigten Staaten tagte nach seiner Gründung 1789 in der Federal Hall in New York City. Artikel 1 der amerikanischen Verfassung sah damals schon eine Planhauptstadt als neue Hauptstadt der USA vor. Diese musste aber erst noch gebaut werden. Maryland und Virginia traten den USA 100 Quadratmeilen Land ab, auf denen sie die Hauptstadt errichten konnten. Mit dem „Residence Act“ von 1791 beschloss der Kongress den späteren Umzug. Während der Bauphase zog der Kongress von 1790 bis 1800 in die Congress Hall in der provisorischen Hauptstadt Philadelphia um. Das Kapitol sollte Mittelpunkt der neuen Hauptstadt werden. Gebaut wurde das Kapitol auf dem Jenkin’s Hill, dem späteren Capitol Hill.
Thomas Jefferson plante anfänglich selbst einen Entwurf für das Kapitol. Da dies jedoch nicht mit dem Ministeramt, welches er innehatte, vereinbar war, setzte der Kongress einen Ausschuss für den District of Columbia ein, der die Gestaltung Washingtons und den Bau des Kapitols planen sollte. Dieser dreiköpfige Ausschuss vergab den Auftrag an Pierre L’Enfant, der schon den Ausbau der Federal Hall geplant hatte. Da L’Enfant sich jedoch weigerte, Zeichnungen anzufertigen, darauf bestand, er habe den Entwurf im Kopf, und sich ebenfalls weigerte, Weisungen des Ausschusses anzunehmen, trennte sich die Kommission noch vor Baubeginn von L’Enfant.
Im März 1792 schrieb sie auf Initiative Jeffersons einen Wettbewerb aus. Zur Jury gehörten neben Jefferson noch George Washington und der Ausschuss für den District of Columbia. Die im März 1792 veröffentlichte Ausschreibung enthielt zwar Angaben zu Größe und Raumzahl des Gebäudes, jedoch keine stilistischen Vorgaben. Die meisten eingereichten Vorschläge orientierten sich an Renaissancebauten. Jefferson favorisierte allerdings ein stärker an antike Baustile angelehntes Gebäude, das sich ähnlich dem Pantheon in Rom um eine Rotunde konzentrieren sollte. Den Wettbewerb gewann der schottische Arzt William Thornton. Sein Entwurf lehnte sich an den französischen Klassizismus des 18. Jahrhunderts an und sah zwei Flügel vor, zwischen denen sich ein Mitteltrakt mit einer flachen Kuppel befindet. George Washington lobte Thorntons Entwurf für seine „grandeur, simplicity and convenience“ (Erhabenheit, Einfachheit und Komfort).

### Baubeginn bis Fertigstellung Nordflügel: 1793–1800

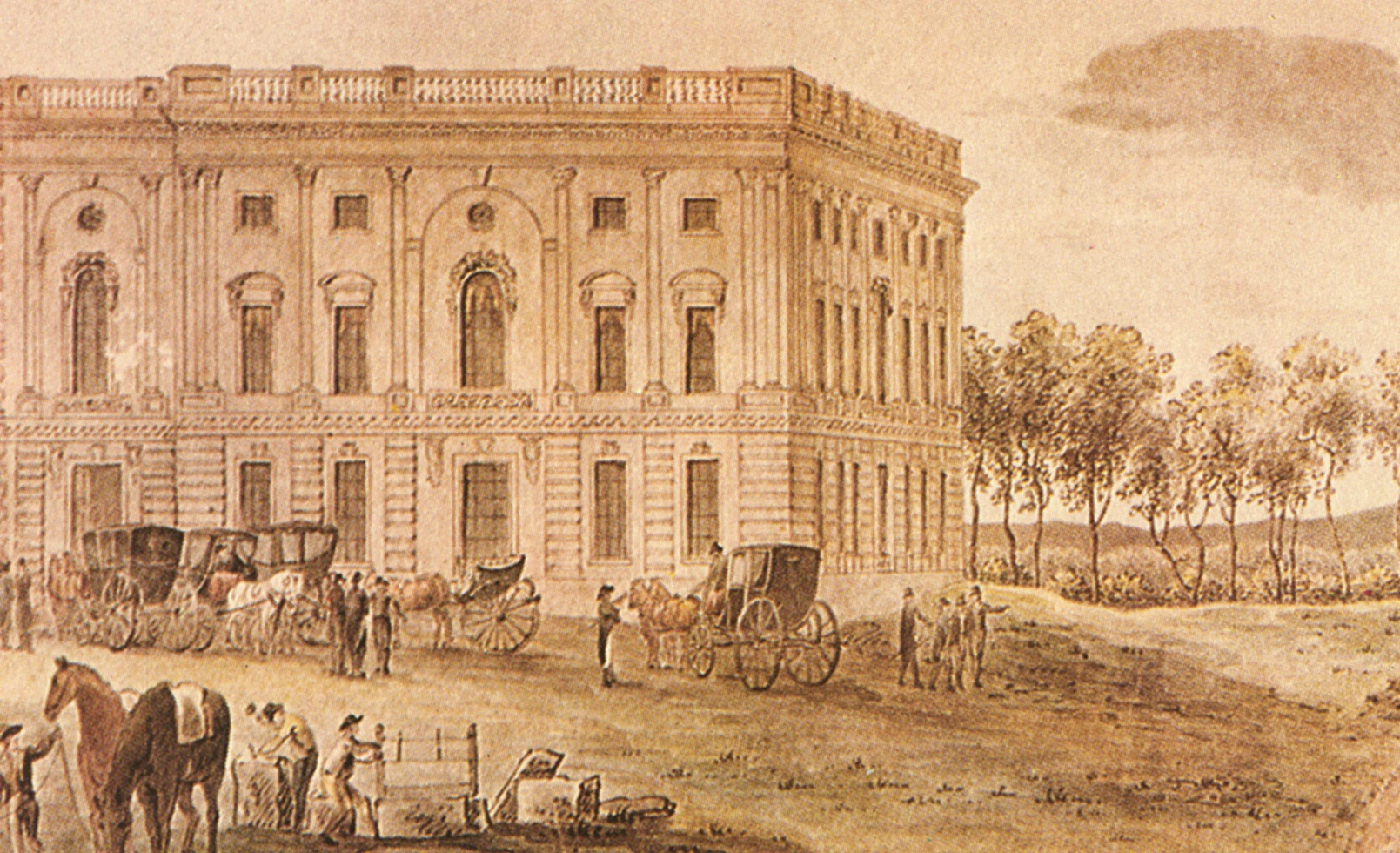
Zeichnung des Kapitols um 1800

George Washington legte am 18. September 1793 den Grundstein für das zukünftige Parlament. Wo der Grundstein genau liegt, lässt sich heute nicht mehr zurückverfolgen. Einen Großteil der Bauarbeiten erledigten Sklaven, die „das Bauholz schnitten, die Steine legten und die Backsteine buken“. Ursprünglich sollten in Europa angeworbene Arbeiter das Gebäude errichten, jedoch fand das Angebot in Europa wenig Anklang. Die Bauherren griffen deshalb auf Sklaven und freigelassene Afroamerikaner zurück.
Die ersten beiden Bauleiter waren Stephen H. Hallet und George Hadfield, die sich beide nicht lange im Amt hielten, da sie versuchten, die Gestaltung des Gebäudes ihren Vorstellungen entsprechend zu verändern. Der mittlerweile ebenfalls mit dem Bau des Präsidentenhauses beauftragte James Hoban übernahm die Bauaufsicht für das Kapitol. Im Jahre 1800 stellten die Bauarbeiter den Nordflügel fertig. Im selben Jahr zogen der Kongress und der Supreme Court trotz der noch laufenden Bauarbeiten in das Gebäude um. Der Kongress hielt dort am 17. November 1800 seine erste Sitzung ab.

### Schäden im Krieg von 1812 bis erste Fertigstellung: 1800–1829

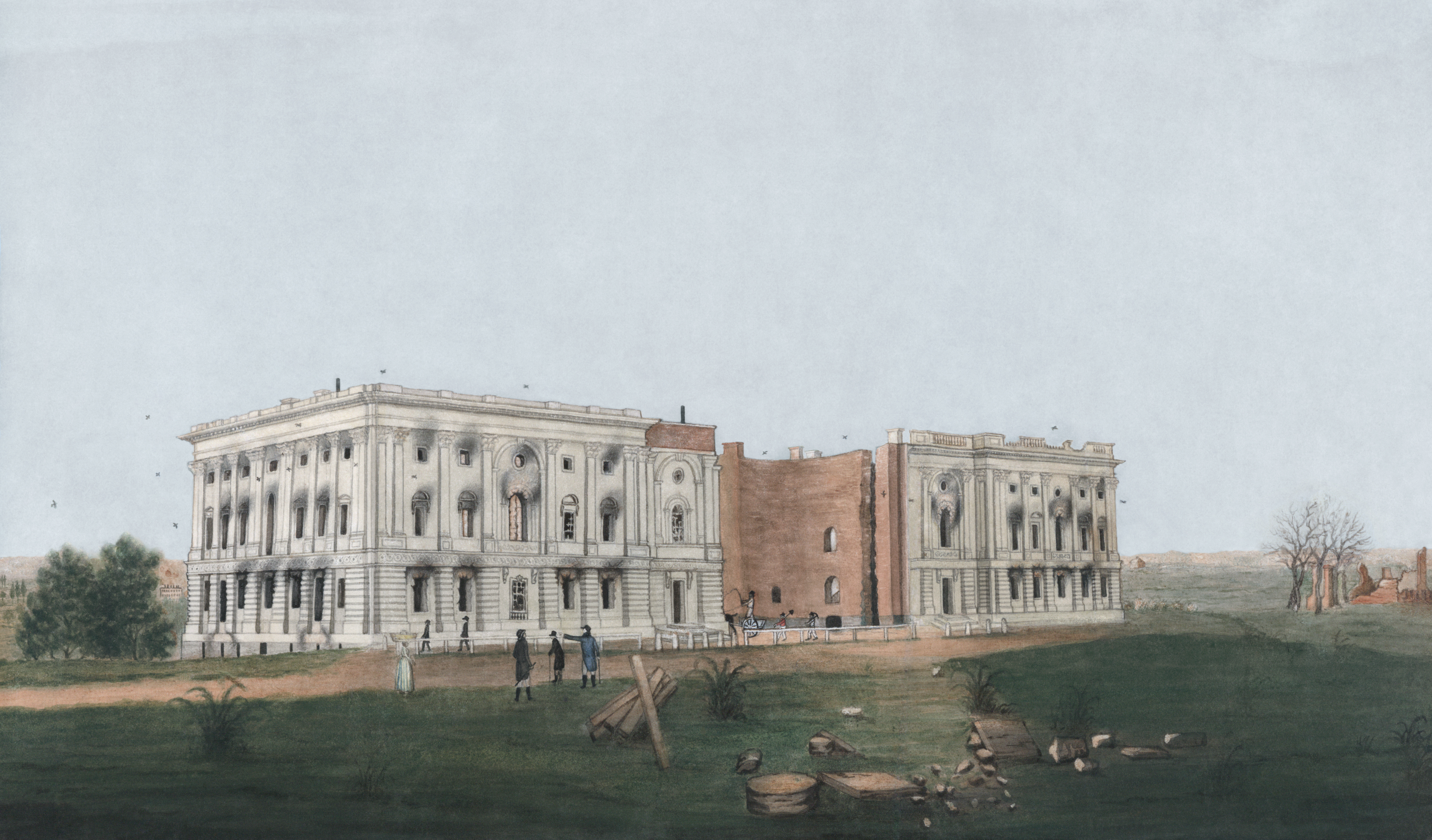
Das von britischen Truppen im Jahr 1814 zerstörte Gebäude des Kapitols. Mit Wasserfarbe kolorierte Zeichnung von George Munger

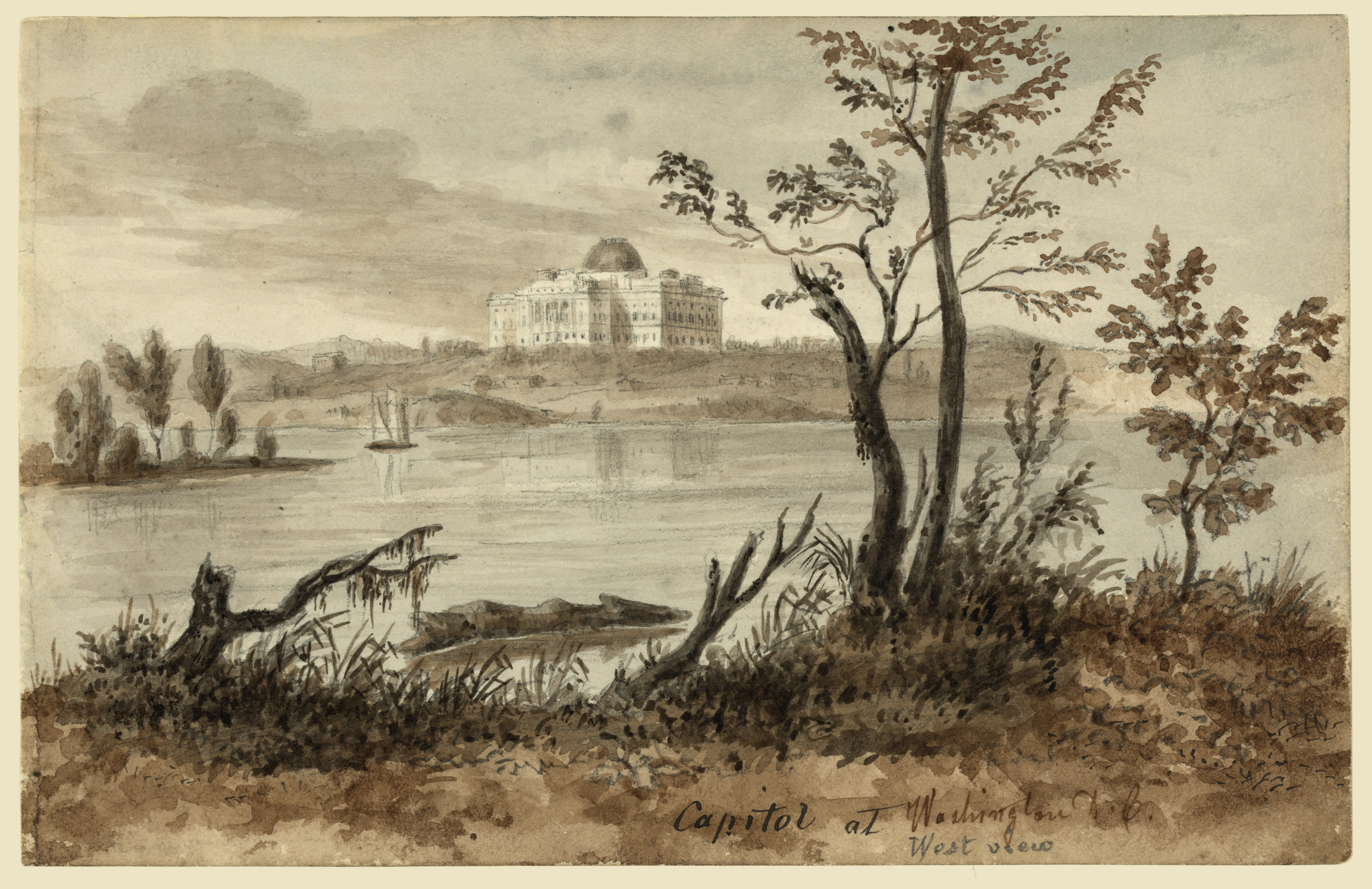
Ansicht des Kapitols von Westen, Tuschezeichnung von August Koellner, 1839

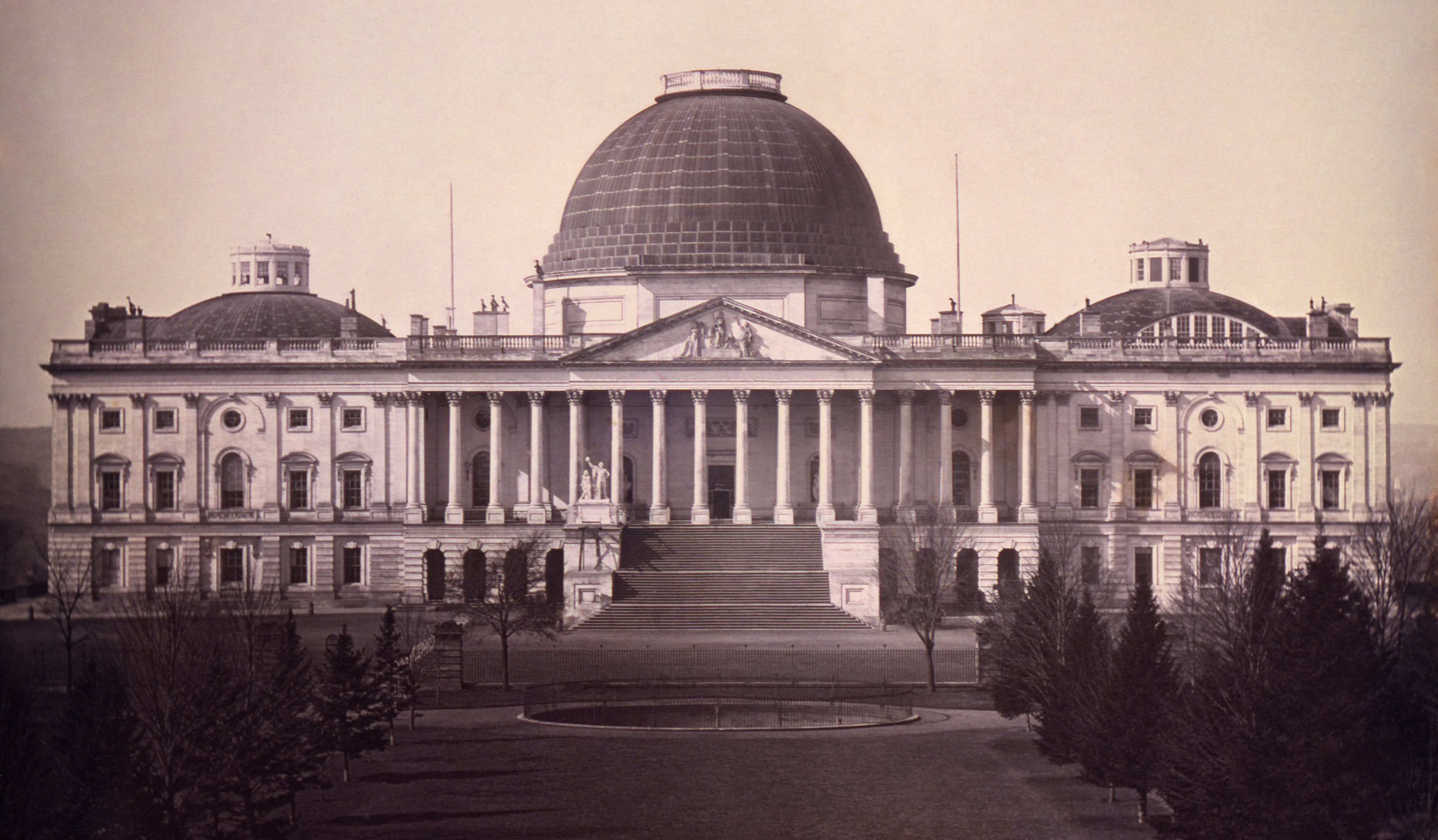
Kapitol im Jahre 1846

1803 ernannte der amtierende Präsident Thomas Jefferson den Architekten Henry Latrobe zum Leiter der Bauarbeiten an den Regierungsgebäuden im District of Columbia. Materialknappheit und ein Mangel an fachkundigen Arbeitskräften verschleppten und verteuerten die Bauarbeiten. Bereits 1806 litt der Nordflügel unter einem undichten Dach, bröckelndem Putz und schimmelnden Fußböden, sodass Latrobe eine komplette Neugestaltung des Innenraums begann. Der Südflügel wurde schließlich 1811 fertig, anstelle des geplanten eindrucksvollen Mittelteils verband jedoch nur ein überdachter Gang aus Holz die beiden Gebäude. Da der Kongress das Geld für den Weiterbau strich, um den Krieg gegen Großbritannien zu finanzieren, verließ Latrobe 1813 Washington. Am 24. August 1814 steckten britische Truppen das Gebäude im Britisch-Amerikanischen Krieg in Brand. Es brannte bis auf die Außenwände des Nordflügels vollständig nieder und hinterließ in Latrobes Worten „A most magnificent ruin“. Erst 1815 kehrte Henry Latrobe nach Washington zurück und konnte die Innenräume und den Mitteltrakt im Zuge des Neuaufbaus völlig neu gestalten. Nach seinen Plänen wurden die Innenräume klassizistisch dekoriert, für den Mitteltrakt sah er eine Rotunde sowie eine flache Kuppel vor, die entgegen Thorntons Plänen aus gemauerten Steinen und nicht aus Holz ausgeführt werden sollte.
Zur Ausführung des Mitteltrakts unter Latrobe und nach dessen Plänen kam es jedoch nie, da Latrobe den geplanten Zeitrahmen und die Kostenplanungen überschritt und Richard Bulfinch 1817 mit der Weiterführung des Baus beauftragt wurde. Dieser änderte die Pläne wiederum, da er mehr dem traditionellen Klassizismus zugeneigt war, und ließ eine klassisch hohe Kuppel aus Holz mit einer Kupferverkleidung errichten. Bulfinch führte auch erstmals Marmor als Baustoff ein, der am oberen Potomac entdeckt worden war. Zwei neue Säulenordnungen spiegelten das gewachsene amerikanische Selbstbewusstsein wider: Feldfrüchte des Landes, auf denen der amerikanische Wohlstand beruhte, schmückten die Kapitelle. So erhielt der Eingang zum Senat Säulenkapitelle in der Form von Tabakblättern, an anderer Stelle wurden Kapitelle mit Maiskolben und Maispflanzen verziert. 1826 war das Kapitol fertiggestellt. Bulfinch arbeitete noch drei Jahre an der Innenarchitektur, bevor er 1829 Washington verließ.

### Erste Erweiterung: 1851–1863

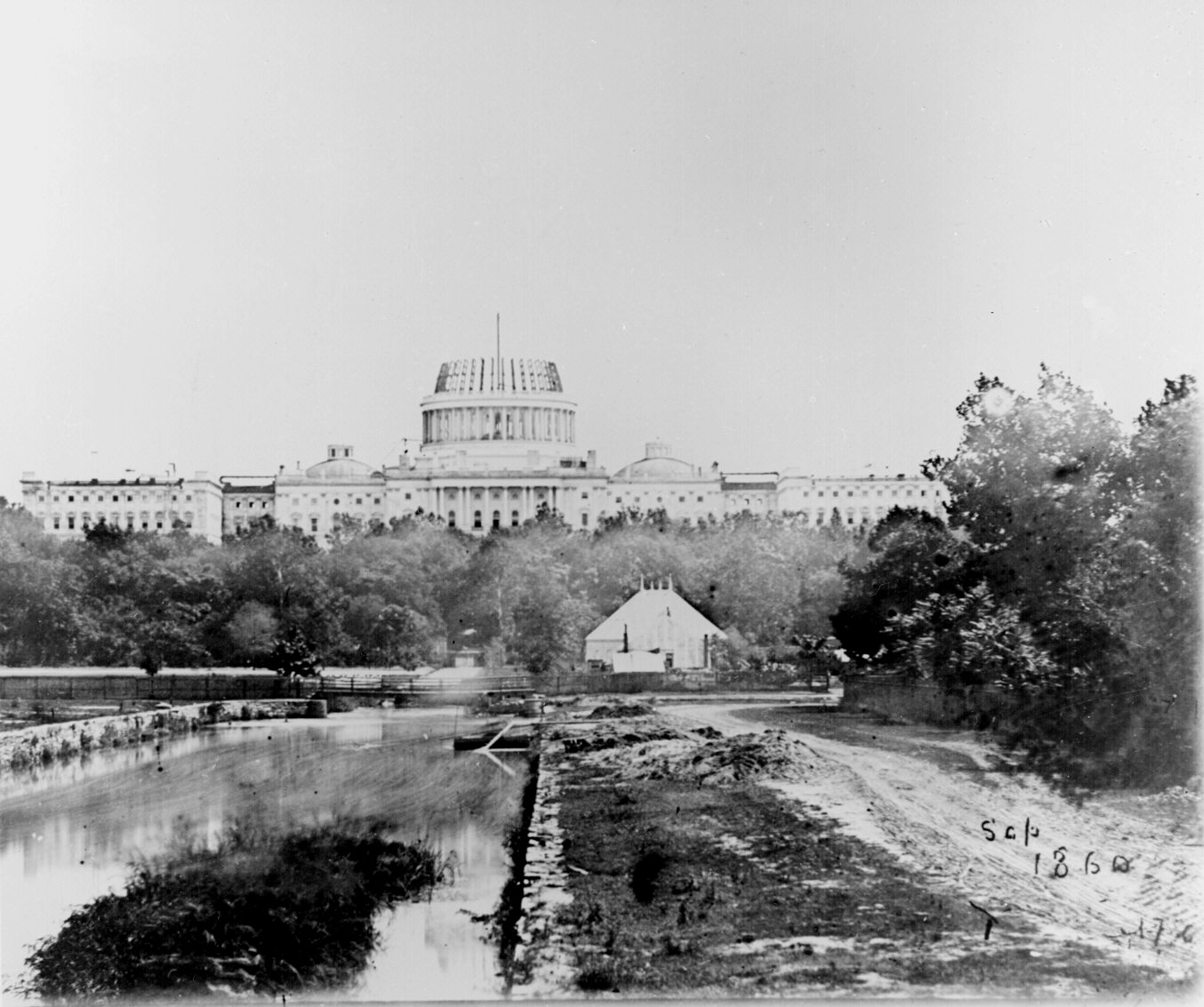
Bauarbeiten am Kapitol, 1860

Im Laufe der darauffolgenden Jahre gewannen die Vereinigten Staaten an Größe und Bedeutung. Um sowohl die Delegierten der neuen Staaten unterbringen zu können als auch das Kapitol repräsentativer zu gestalten, schrieb der Kongress 1851 abermals einen Wettbewerb aus. Thomas Ustick Walter ging mit drei anderen Mitbewerbern als Sieger hervor.
Sein vom Kongress akzeptierter Entwurf sah einen Anbau der Seitenflügel vor, der sich im rechten Winkel zu den alten Flügeln befand. Die Zusatzbauten hatten so ihre größte Ausdehnung in Ost-West-Richtung.
Das durch die Erweiterungsflügel in die Länge gezogene Gebäude erhielt eine neue Kuppel gewaltigen Ausmaßes. Zur Kuppel ließ er sich durch die von Auguste de Montferrand gebaute Kuppel der Sankt Petersburger Isaakskathedrale und den Pariser Invalidendom inspirieren, der ebenso wie die Kapitol-Kuppel doppelt gehalten ist. In der Mitte der inneren Kuppel befindet sich ein Opaion, durch den man das in die äußere Kuppel gemalte Gemälde The Apotheosis of Washington sehen kann. Außen auf der Kuppel befindet sich seit 1863 die Statue Freedom. Der nun nicht mehr aus Holz errichtete Gebäudeteil war dreimal so hoch wie sein Vorgänger. Ein Kuppelbau mit diesen Ausmaßen war 1851 ein technisches Wagnis, da wie in Monteferrands Kuppel in Petersburg auch im Kapitol Gusseisen zum Bau einer solch großen Kuppel verwendet wurde. Walter erhoffte sich, so die Ausgewogenheit der klassischen Proportionen wiederherstellen zu können.
Die Bauleitung befand sich ab 1853 in den Händen von Montgomery C. Meigs vom Army Corps of Engineers. Er suchte auch die Maler und Bildhauer aus, die die Innenräume dekorierten, und schlug ihnen die Themen vor, die die europäisch-amerikanische Dominanz des Kontinents ausdrücken sollten.

### Gebäudeerweiterungen im 20. Jahrhundert

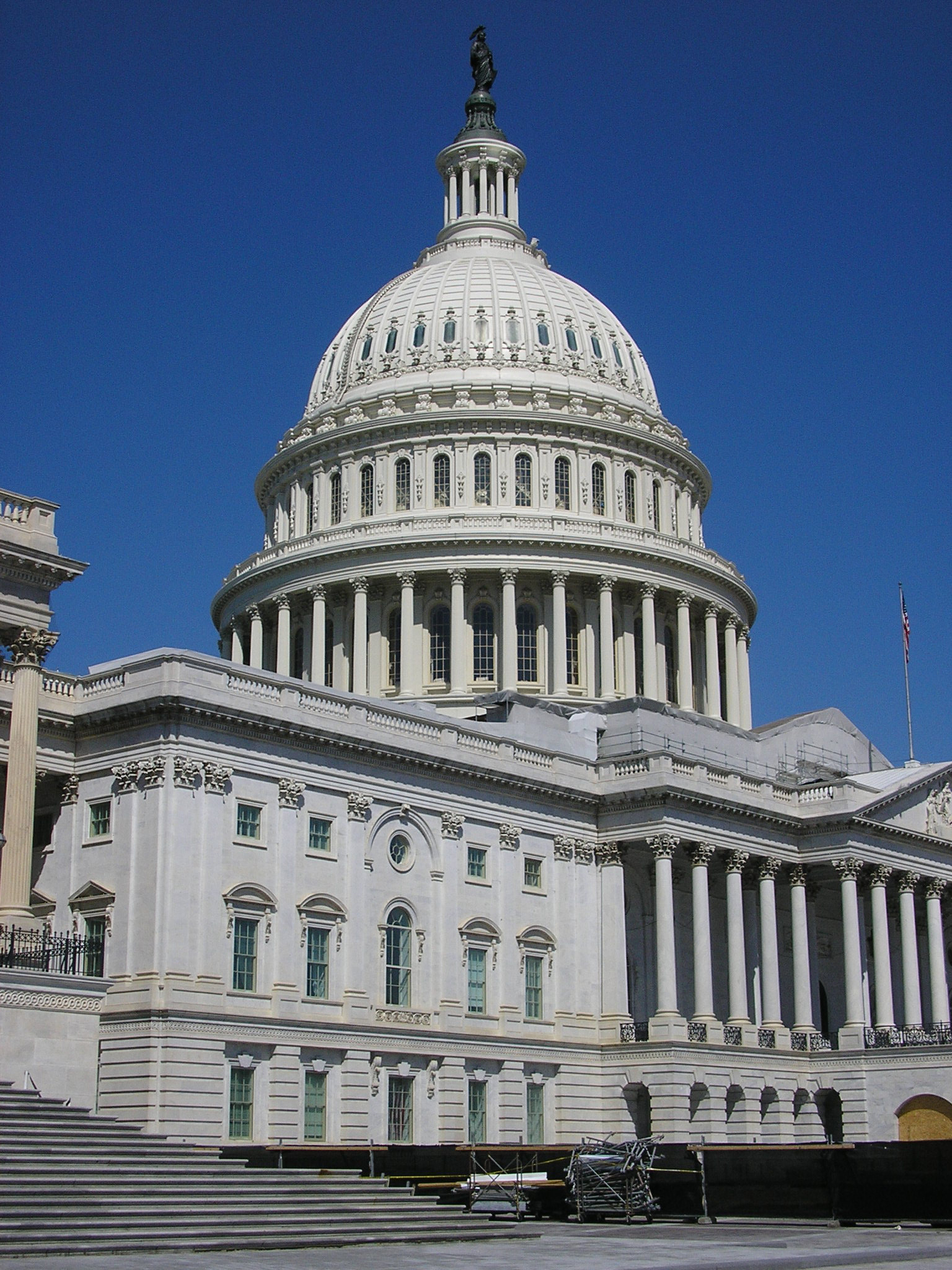
Ostseite des Kapitols

Die neue Kuppel stellte jedoch keine neue Ausgewogenheit her, sondern dominierte das Gebäude. 1904 begann der Bau einer neuen Ostseite, der dem Plan der Architekten Carrère and Hastings folgte, die auch die damaligen neuen Bürogebäude von Senat und House gestalteten. 1958 begannen die Bauarbeiten an einer weiteren Erweiterung der Ostseite. Die ursprünglich aus Sandstein gebaute Fassade wurde zehn Meter weiter vorne aus Marmor dupliziert und mit dem alten Gebäude verbunden. Die alte Fassade blieb dabei erhalten, bildet nun aber einen Teil der Innenarchitektur. Da dabei der ehemalige Eingangsbereich entfernt wurde, waren die Korinthischen Säulen, die ihn vorher schmückten, zeitweise heimatlos. Erst Landschaftsdesigner Russel Page verschaffte ihnen eine neue Heimat im National Arboretum, wo sie um den Capitol Reflection Pool herum aufgebaut sind.

### Der Kapitolkomplex: 1897–1992

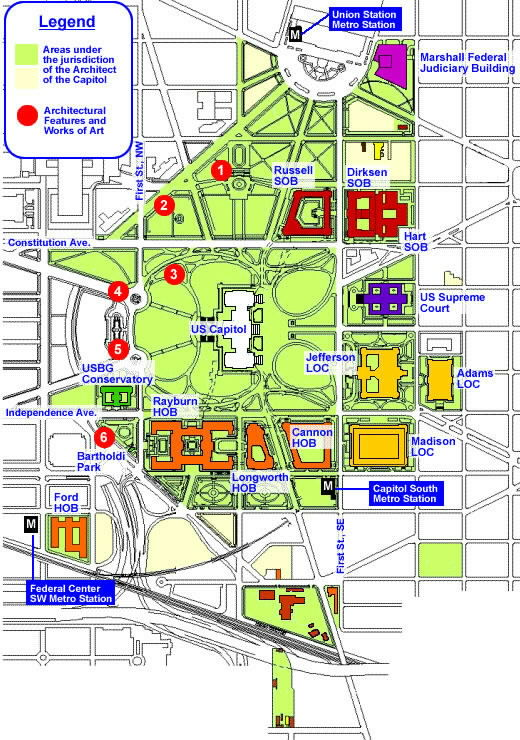
Aktuelle Karte des Kapitolkomplexes

Neben den Baumaßnahmen am Kapitol, die seit 1863 vor allem die äußere Gestalt des Gebäudes betrafen, entstanden seit dem späten 20. Jahrhundert weitere Gebäude. Das Kapitol beherbergte bis dahin nicht nur sämtliche Räume von Senat und Repräsentantenhaus, sondern auch die Library of Congress, den Supreme Court der Vereinigten Staaten und die Bundesbezirksgerichte.
Mit fortschreitender Modernisierung, innerem Wachstum und der Zunahme der äußeren Bedeutung der USA begannen alle Institutionen, neues Personal anzustellen. Für dieses und ihre Ausstattung wurden neue Räume benötigt. Der Kongress kaufte Land direkt neben dem Kapitol und begann dort, neue Gebäude zu errichten. Ab 1897 entstand das Thomas Jefferson Building der Library of Congress (LOC), die 1939 und 1980 weitere Gebäude baute. 1908 beziehungsweise 1909 entstanden die ersten externen Bürogebäude von Senat (Senate Office Buildings – SOB) und Repräsentantenhaus (House Office Buildings – HOB), deren Zahl mittlerweile auf sieben angewachsen ist. 1935 zog der Supreme Court in sein neues Gebäude, das seit 1992 ebenfalls einen weiteren Anbau hat.
Zusätzlich zu Gebäuden für bereits existierende Institutionen kamen noch die Congressional Subway hinzu, die das Kapitol mit den Bürogebäuden des Kongresses verbindet, der botanische Garten (United States Botanical Gardens, USBG) und sein Hauptquartier sowie ein eigenes Elektrizitätswerk für den gesamten Komplex.

### Das neue Besucherzentrum
Am 2. Dezember 2008 eröffnete das neue United States Capitol Visitor Center, dessen Bauarbeiten am 20. Juni 2000 begonnen hatten. Ziel war es, Gästen ihren Besuch zu erleichtern und die bisher bestehenden Besucherschlangen vom Parkplatz zu entfernen. Das Visitor Center besteht aus einer großen Eingangshalle, umfassenden Räumlichkeiten für Sicherheitsüberprüfungen, zwei Kinosälen, Ausstellungsräumen, Restaurants sowie diversen Räumen für den Kongress. Einer davon ist ein Plenarsaal mit 450 Plätzen, der für Sitzungen genutzt werden kann, falls die eigentlichen Plenarsäle gerade renoviert werden. Das Gebäude sollte 554 Millionen USD kosten und stand unter immenser Kritik, vor allem da die Baukosten seit dem Baubeginn stark stiegen, während die Bauarbeiten ursprünglich bereits Ende 2005 fertiggestellt sein sollten. Die Ostseite des Gebäudes, an der bis 1981 die meisten US-Präsidenten ihren Amtseid schworen, war für den Zeitraum des Umbaus eine Baustelle, wurde aber nach Beendigung der Arbeiten wieder in ihren vorherigen Zustand zurückgebaut.

## Gestalt
Das Kapitol besteht aus einer zentralen Rotunde, die im Osten und Westen von Portiken eingefasst wird, sowie aus einem Nord- und einem Südflügel, die die Arbeitsräume enthalten und ebenfalls vorgelagerte Portiken besitzen. Ältere Fassadenteile sind noch in Sandstein gebaut, der zwischen 1983 und 1987 zu einem Großteil durch Kalkstein ersetzt und mit einem Gerüst aus rostfreiem Stahl verstärkt wurde, später gebaute Gebäudeteile sind im beständigeren Marmor eingefasst. Die Westfront mit dem Haupteingang durch die Kolumbus-Tore wendet sich der National Mall zu. Auf den Haupteingang führen auf der Westseite zwei Treppen zu. Auf der Ostseite liegen die beiden Außentreppen je am House- und am Senatsflügel. Unterhalb der Senatstreppe befindet sich die U-Bahn-Station des Congressional Subway.
Auf der Rotunde sitzt eine eindrucksvolle Kuppel, auf deren Spitze die sechs Meter hohe Bronzestatue Statue of Freedom steht. Sie zeigt eine klassische weibliche Freiheitsfigur, deren Hand auf einem Schwert ruht. Die Figur trägt einen römischen Helm, den die amerikanischen Symbole Federn, Vogelklauen und ein Adlerkopf krönen. Die Statue steht auf einem gusseisernen Erdball, auf dem das Motto der USA eingraviert ist: E Pluribus Unum.

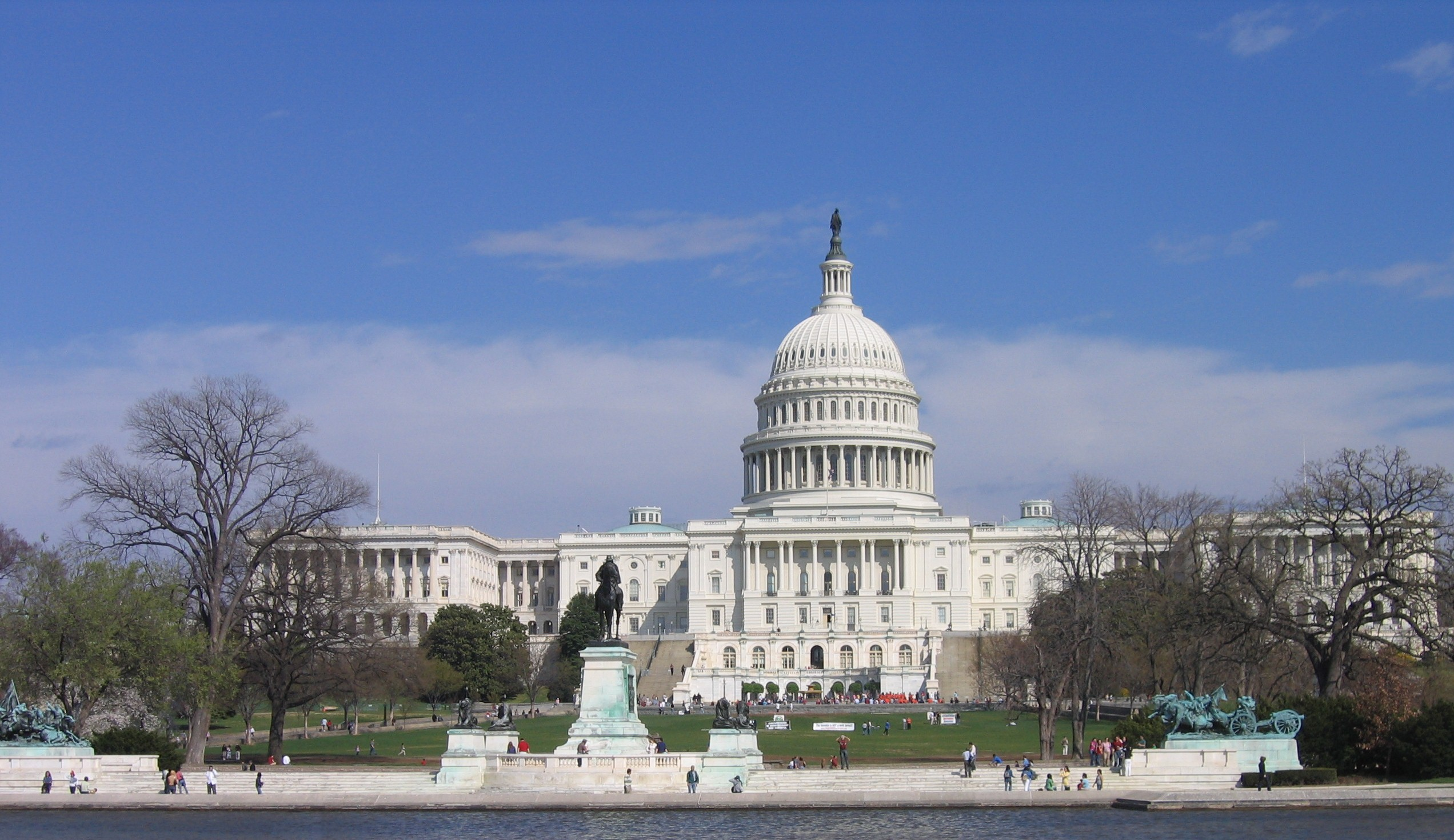
Westseite vom Reflecting Pool aus

Das Kapitol hat eine Grundfläche von knapp 16.300 Quadratmetern oder gut 1,6 Hektar. Von Nord nach Süd misst es knapp 229 Meter, an der breitesten Stelle ist es knapp 107 Meter breit, von der Grundlinie an der Ostfront von der Spitze zur Statue of Freedom beträgt die Höhe knapp 88 Meter. Die Flügelbauten haben je fünf Stockwerke, das Gebäude hat insgesamt 658 Fenster, davon 108 in der Kuppel.
Auf dem Gebäude kann man bis zu vier US-Flaggen wehen sehen. Zwei davon befinden sich auf der Ost- und Westseite der Kuppel und waren seit dem Ersten Weltkrieg ununterbrochen gehisst. Die anderen beiden befinden sich über dem Nord- und Südflügel und sind nur aufgezogen, wenn die jeweilige Parlamentskammer tagt. Mehrere weitere Flaggenmasten westlich der Kuppel können auf Anforderung von Kongressmitgliedern geflaggt werden, sind aber vom Boden aus nicht sichtbar.

## Räume

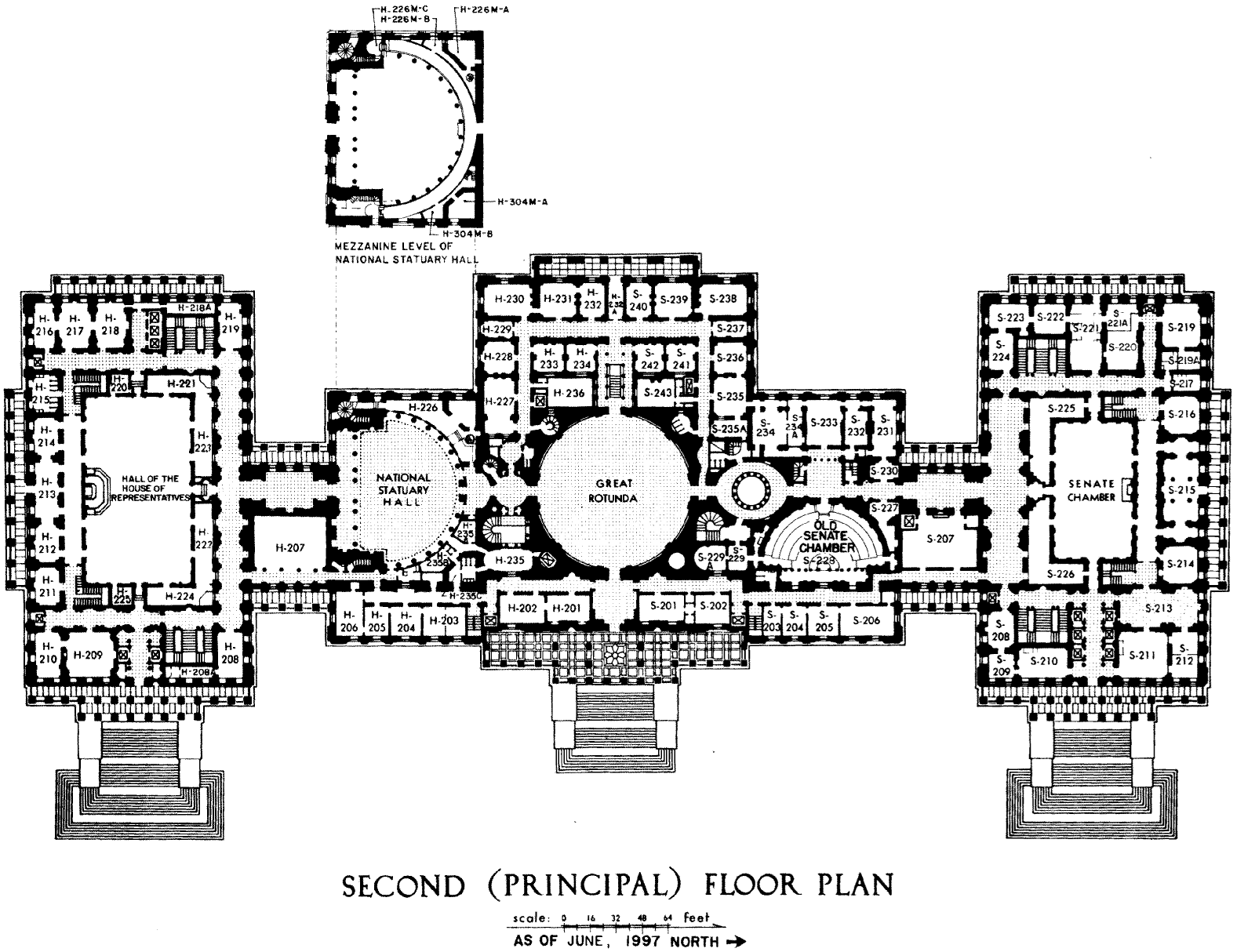
Grundriss der Hauptebene des Kapitols, 1997.

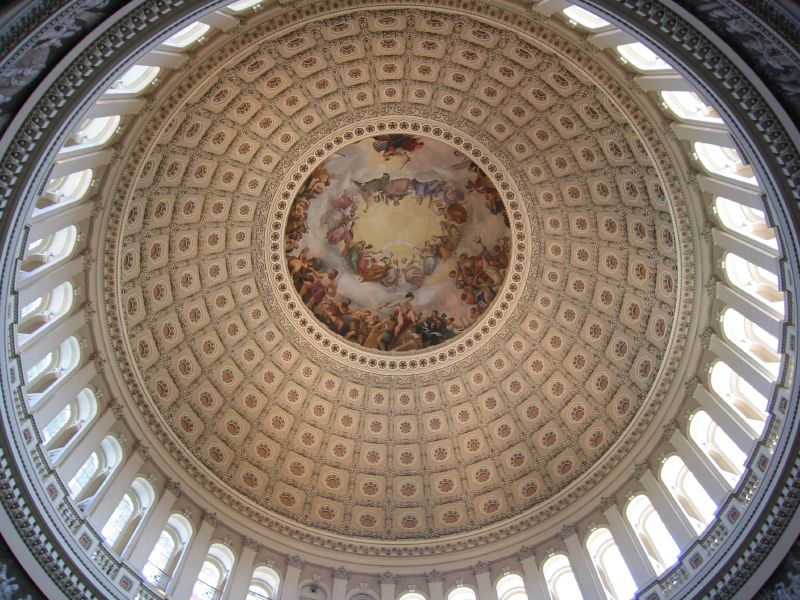
Kuppel von innen

Das Kapitol beherbergt in seinen drei Gebäudeteilen etwa 540 Räume und 850 Gänge. Darunter befinden sich neben zahlreichen Büro- und Ausschussräumen die Plenarsäle von Kongress und Senat, die dazugehörigen Besuchergalerien sowie zahlreiche Ausstellungsräume und -hallen inklusive der Rotunde.
Die Hauptebene des Gebäudes befindet sich im zweiten Stockwerk. Dort liegen der über Außentreppen erreichbare Haupteingang auf der Westseite, die Bodenfläche der Rotunde und die Plenarsäle von Repräsentantenhaus und Senat. Der dritte Stock darüber enthält die Besucher- und Pressegalerien für die Plenarsäle sowie die Büros der Parlamentspräsidien und Fraktionsführungen. Im ersten Stock unter der Rotunde befindet sich die sogenannte Krypta Washingtons, unter den Plenarsälen liegen Ausschussräume und die Büros wichtiger Kongressangestellter. Im Erdgeschoss und im vierten Stock befinden sich weitere Büros, Maschinenräume und andere Räume, die vor allem der Hauserhaltung dienen.
Im Gebäude gibt es eine strikte Trennung zwischen dem nördlichen Senatsflügel und dem südlichen House-Flügel, die sich auch in den Raumbezeichnungen wiederfindet: entweder tragen diese das Präfix S (Senat) oder das Präfix H (House). In den Bürogebäuden setzt sich diese Unterscheidung fort. Bürogebäude des Senats befinden sich nördlich der Rotunde; Räume in ihnen sind als SOB (Senate Office Building) gekennzeichnet. House-Gebäude befinden sich südlich der Rotunde; ihre Räume tragen die Bezeichnung HOB (House Office Building).
Durch das ganze Gebäude verstreut stehen die Statuen der National Statuary Hall Collection – insgesamt 100 Statuen berühmter Amerikaner: je zwei pro Bundesstaat, die auch die Bundesstaaten ausgesucht haben. Ursprünglich begann die Ausstellung im Südflügel in der National Statuary Hall (ehemals: Old Hall), breitet sich aber inzwischen über das ganze Gebäude aus.

### Rotunde und Kuppel

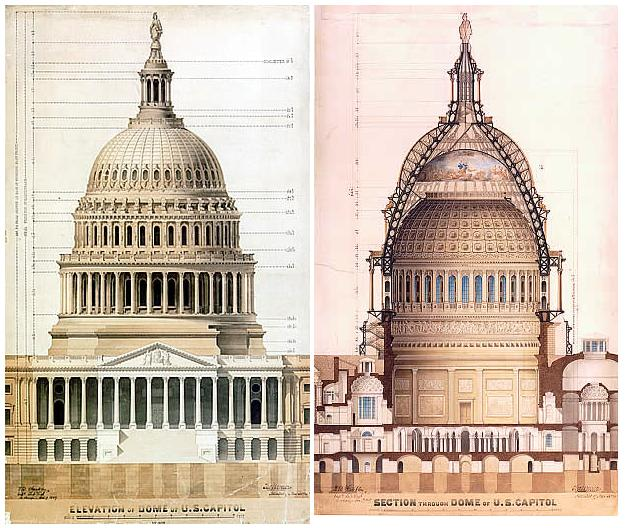
Längsschnitt durch Rotunde und Kuppel; Originalzeichnung von Thomas Ustick Walter, 1859

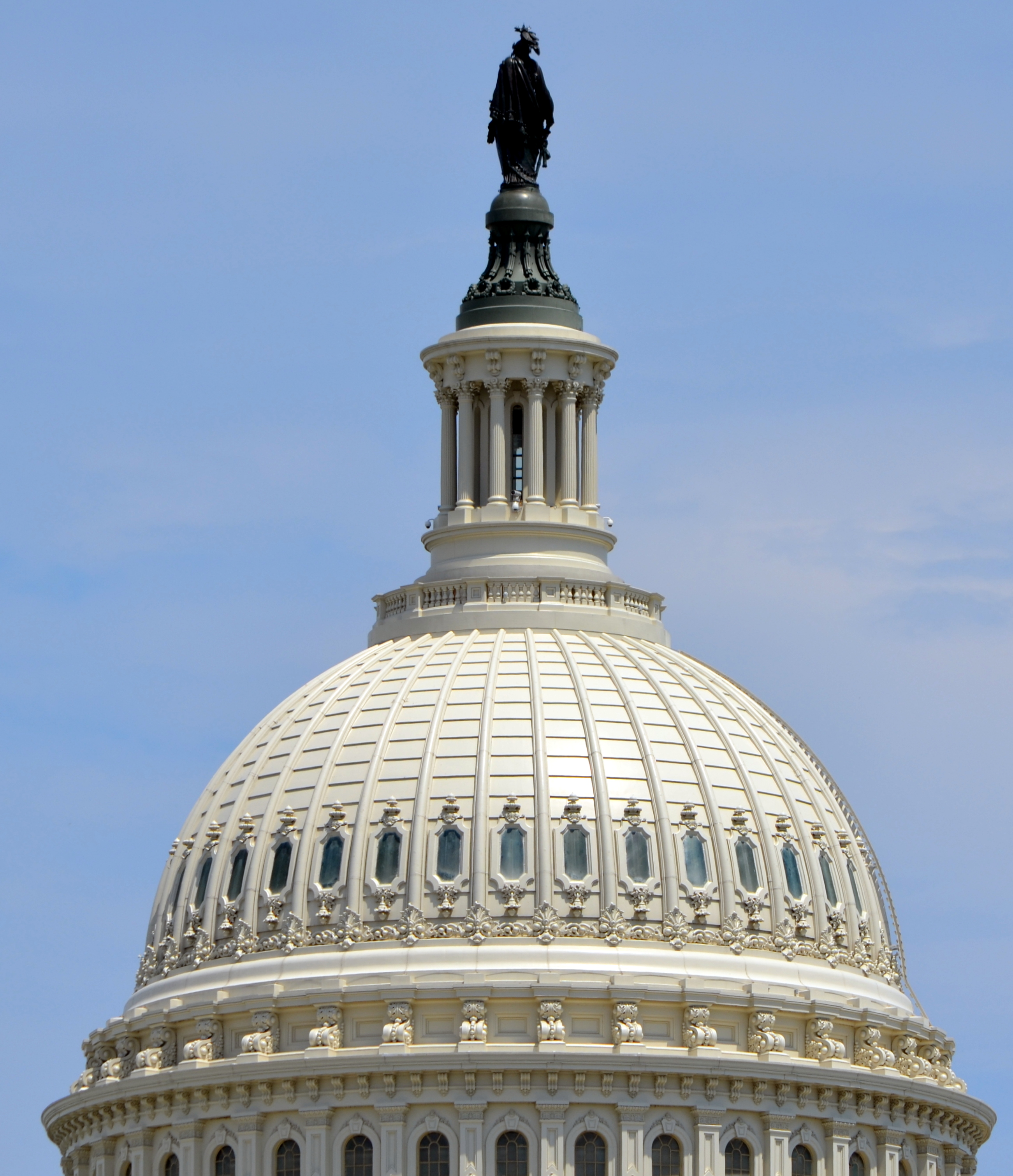
Detail der Kuppel von Westen

Besucher des Kapitols gelangen durch das neue United States Capitol Visitor Center in die Rotunde. Diese hat einen Durchmesser von gut 29 Metern und eine Höhe von knapp 55 Metern. Vom Erdgeschoss bis zur Kuppel des Doms sind es 365 Treppenstufen.
Unter der Rotunde befindet sich ein als „the Crypt“ bekannter Abschnitt. Ursprünglich sollte man von ihm auf das Grab George Washingtons herabblicken können. Allerdings vereitelte seine Frau Martha den Plan, indem sie ihn auf seiner Farm Mount Vernon beisetzen ließ. Seit Washington lagen acht Präsidenten, die im Amt verstorben waren, in der Rotunde aufgebahrt; ebenso wie die Sicherheitsmänner, die beim Amoklauf im Kapitol 1998 getötet wurden, und zuletzt die afroamerikanische Bürgerrechtlerin Rosa Parks. Im Normalfall befinden sich dort Ausstellungen zur Geschichte der USA.
In der Rotunde unterhalb der Kuppel befinden sich acht Gemälde verschiedener Maler, die die Entwicklung der USA als Nation zeigen. Auf der Ostseite stellen vier von ihnen bedeutende Ereignisse bei der Entdeckung Amerikas dar: die Taufe Pocahontas’ (John Gadsby Chapman), die Landung der Pilger von der Mayflower (Robert W. Weir), die Entdeckung des Mississippi River durch Hernando de Soto (William H. Powell) und die Landung des Kolumbus (John Vanderlyn). Die Darstellungen bilden aber kaum die Wirklichkeit der amerikanischen Geschichte ab. Sie geben eher ein Bild davon, wie die Nation sich in den 1850ern selbst sehen wollte, als zu zeigen, wie die Frühgeschichte der USA tatsächlich verlief.
Auf der Westseite finden sich Darstellungen von Ereignissen aus dem Revolutionskrieg: Die Unterzeichnung der Unabhängigkeitserklärung, die Kapitulation von Lord Cornwallis, die Kapitulation von General Burgoyne und George Washington, der nach gewonnenem Krieg als Commander-in-chief zurücktritt. Alle Gemälde auf der Westseite malte der Teilnehmer am Revolutionskrieg John Trumbull, dessen Gesicht man im Hintergrund bei der Kapitulation Cornwallis’ entdecken kann.
Constantino Brumidi malte direkt in der Kuppel die Apotheosis of Washington. Die Kuppel unten umlaufend ist eine von ihm begonnene durchgehende Darstellung der amerikanischen Geschichte, die in chronologischer Ordnung mit der Landung von Christoph Kolumbus beginnt und mit dem Flug der Wright-Brüder in der Kitty Hawk endet. Das 1878 begonnene Gemälde stellte Allyn Cox schließlich 1987 fertig, zwischen Brumidi und Cox arbeiteten noch Filippo Castoggini und Charles Ayer Whipple an dem Kunstwerk.
Neueren Datums sind einige Plastiken in der Rotunde, namentlich eine Büste Martin Luther Kings und ein Denkmal für die US-amerikanische Frauenbewegung.

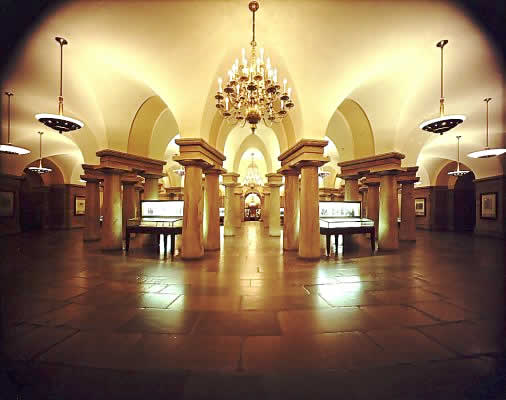
Krypta
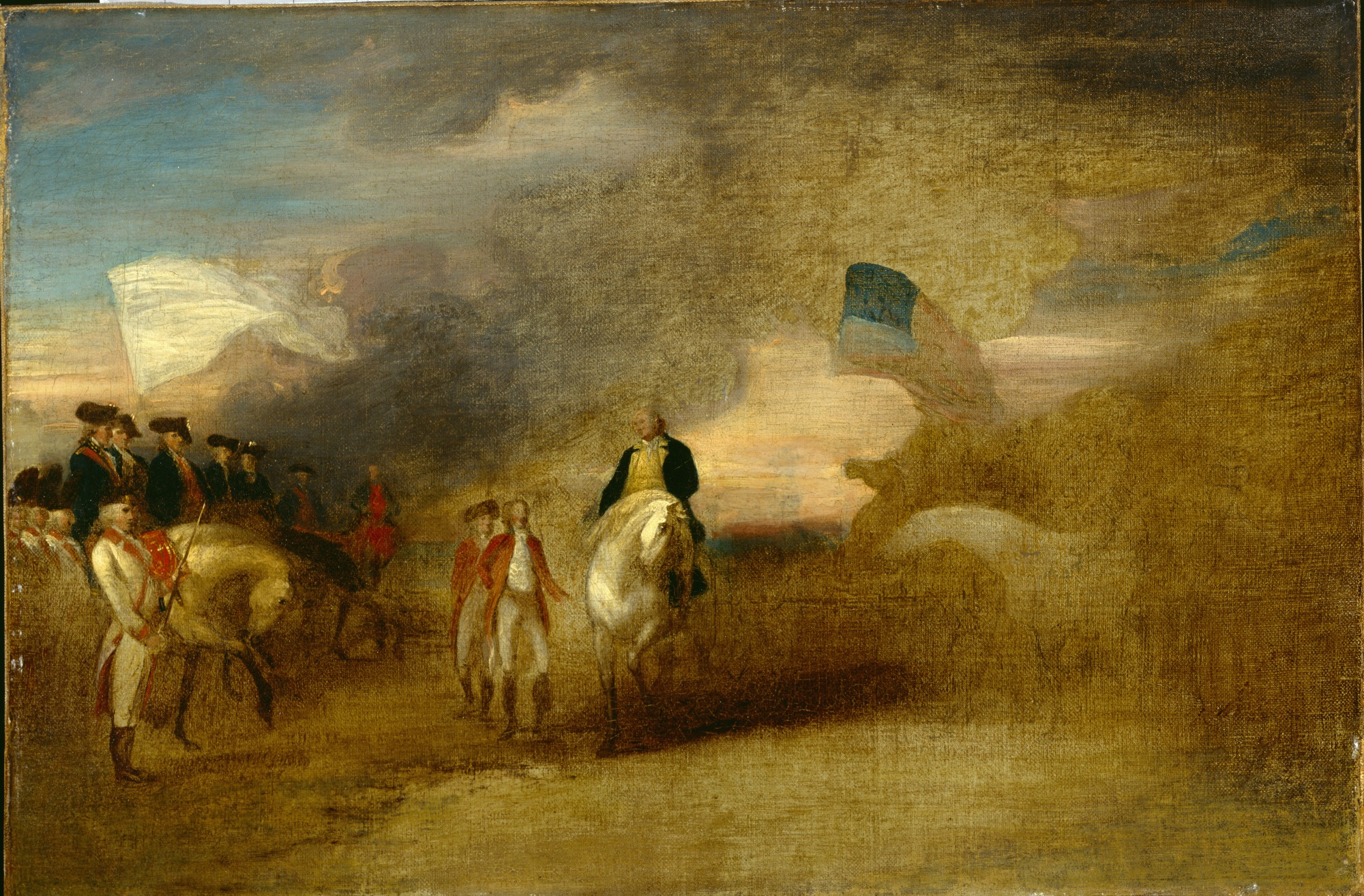
Kapitulation Cornwallis’ (Entwurf)

Siehe auch
- Krypta des United States Capitol
- Lincoln-Katafalk
- Rotunde des United States Capitol
- Statue of Freedom
- United States Capitol Visitor Center

### Nordflügel: Senat

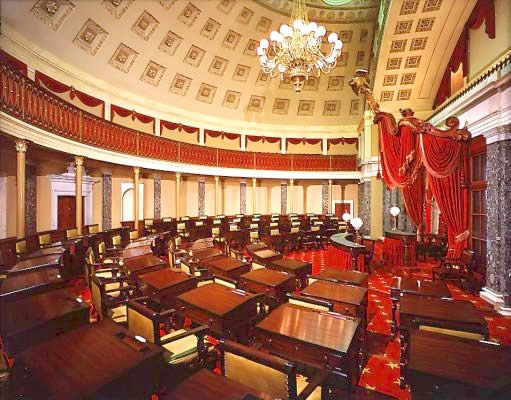
Alter Sitzungssaal des Senats

Im Kapitol befinden sich zahlreiche Kunstwerke, die die amerikanische Geschichte und die Gesetzgebung darstellen. 1856 brachte Brumidi die erste Wandmalereien im Gang des ersten Stocks auf der Senatsseite an. Die als „Brumidi corridors“ bekannten Gänge zeigen Szenen aus der amerikanischen Geschichte, allerdings ähnlich wie in der Rotunde sind sie eher der teleologischen Geschichtsschreibung der USA als erwähltes Land für die Europäer denn einer realistischen Darstellung früherer Ereignisse verpflichtet. Die Gemälde, die Brumidi malte, bilden Benjamin Franklin, John Fitch, Robert Fulton und den Louisiana Purchase ab. Ebenso malte er einheimische Tiere und Pflanzen der USA. Er ließ absichtlich Platz frei, damit später andere Ereignisse dort aufgemalt werden konnte. Unter den neuen Bildern sind die Spirit of St. Louis, die Landung auf dem Mond und die Challenger-Crew. Im selben Stockwerk befindet sich noch eine einzige marmorne Badewanne. Sie ist ein Relikt der einst opulenten Senatsbäder, die der Kongress bauen ließ, bevor Washington über eine moderne Wasserversorgung verfügte. In ihnen konnten die Kongressmitglieder Badewannen, einen Friseursalon und einen Massagesalon besuchen.
Im selben Stockwerk liegt der alte Sitzungssaal des Supreme Courts, der seit 1972 wieder in seinen Zustand aus der Mitte des 19. Jahrhunderts zurückversetzt wurde. Der 23 Meter lange und 16 Meter breite Raum hat eine halbkreisförmige Decke. Die Inneneinrichtung besteht aus Mahagoni, der Boden ist dort, wo die Richter saßen, um 30 Zentimeter gegenüber dem restlichen Boden erhöht. Es handelt sich dabei um einen der wenigen Gebäudeteile, der 1814 den Brand des Kapitols überstand.
Im zweiten Stock schließt sich direkt an die Rotunde der alte Sitzungssaal des Senats an, der heute nicht mehr als solcher genutzt wird und wieder in den Zustand des 19. Jahrhunderts zurückversetzt wurde. Nicht weit davon entfernt liegt der heutige Sitzungssaal, dessen Inneneinrichtung zumindest in Teilen noch aus dem frühen 19. Jahrhundert stammt.

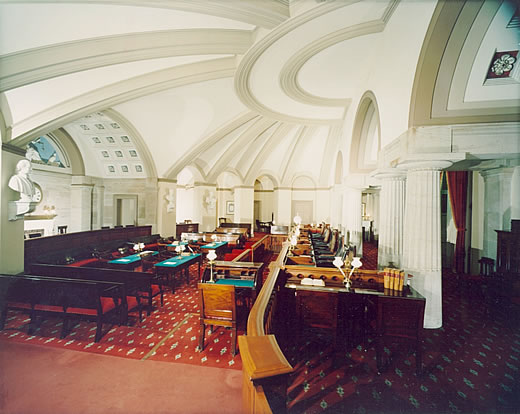
Alter Sitzungssaal des Supreme Courts
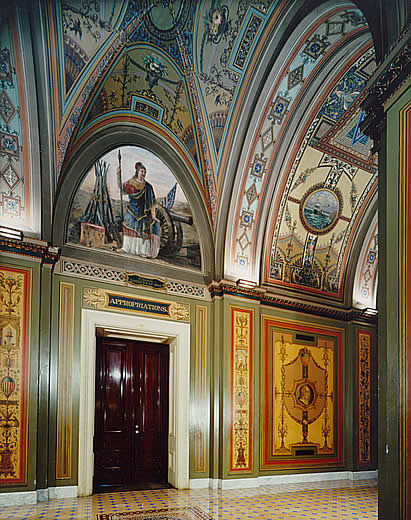
Brumidi Corridors
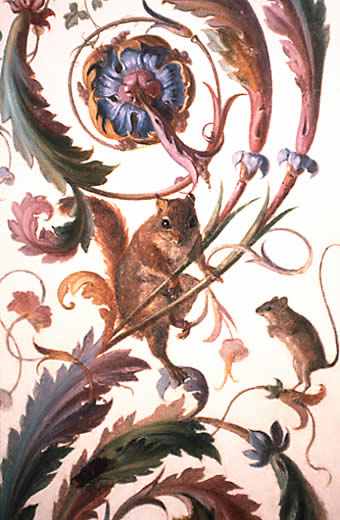
Grauhörnchen und Maus in den Brumidi Corridors
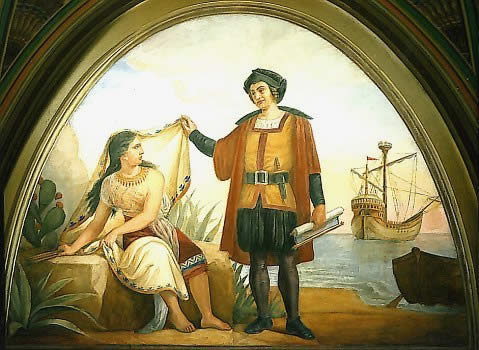
„Kolumbus und indianisches Mädchen“ in den Brumidi Corridors

### Südflügel: Repräsentantenhaus

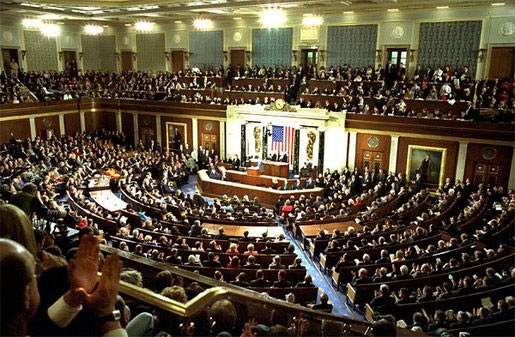
George W. Bush hält seine State of the Union Address im Plenarsaal des Repräsentantenhauses, 2003.

Im ersten Stock des House-Flügels befindet sich die sogenannte Säulenhalle, eigentlich ein Gang, der den ganzen Flügel in Nord-Süd-Richtung durchläuft. Sie ist nach den 28 Marmorsäulen benannt, die den Gang säumen. In Variation von korinthischen Säulen befinden sich hier auch Kapitelle mit Tabakspflanzen und anderen einheimischen Pflanzenarten.
Direkt an die Rotunde schließt sich im zweiten Stock der alte Sitzungssaal des Repräsentantenhauses an, die Statuary Hall. In dem aus Sandstein, Marmor und Gips gebauten Saal befindet sich der größte Teil der National Statuary Collection. Der Saal diente von 1819 bis 1857 als Sitzungssaal des Repräsentantenhauses; da seine Akustik aber zu Echos führte, zog das House schließlich in einen neuen Plenarsaal um. Nach mehreren Plänen, ihn abzureißen oder umzubauen, entschloss sich der Kongress, den Saal für Kunstausstellungen zu nutzen. Er baute ihn um und begann die Staaten aufzufordern, Statuen für die National Statuary Hall Collection anzufertigen. 1990 war die Sammlung schließlich komplett, hatte sich aber über die ursprünglichen Halle quer durch das Kapitolgebäude ausgebreitet. Neben den Statuen bekannter Amerikaner befinden sich noch zwei Statuen im Saal, die schon den ursprünglichen Sitzungssaal schmückten: Enrico Causicis Liberty and the Eagle sah einst dem Speaker of the House über die Schulter; über der Tür zur Rotunde befindet sich Carlo Franzonis Car of History, die Klio, die Muse der Geschichte, zeigt, wie sie den Wagen der Zeit fährt und das Geschehen im Saal aufzeichnet. Im Wagenrad befindet sich die Uhr des Repräsentantenhauses.
Den aktuellen Sitzungssaal des Repräsentantenhauses schmücken Plaketten berühmter Gesetzgeber von Hammurapi und Salomon über den oströmischen Kaiser Justinian I., den französischen König Ludwig IX., die Schriftsteller Hugo Grotius und William Blackstone bis hin zu Napoleon Bonaparte, George Mason und Thomas Jefferson.
Ähnlich wie im Senatsflügel beherbergt auch der House-Flügel patriotische Werke der bildenden Kunst. Bilder Emanuel Leutzes sind über das ganze Gebäude verteilt, das bekannteste Werk ist Westward the course of empire takes its way: Das 20 mal 30 Fuß (zirka 6 m × 9 m) große Wandgemälde befindet sich in einem Treppenaufgang. Analog zu den Brumidi-Gängen des Senats befinden sich im House die Cox-Gänge, die das Repräsentantenhaus 1971 in Auftrag gab. Sie gliedern sich in drei Teile: Zum einen zeigen sie wie die Brumidi-Gänge Szenen aus der amerikanischen Geschichte, darunter beispielsweise den Mayflower Compact, die Unabhängigkeitserklärung, Abraham Lincolns zweiten Amtseid 1865 oder einen Suffragettenmarsch von 1917; zum zweiten Bilder der verschiedenen Gebäude, in denen der US-Kongress und seine Vorläufer tagten; als drittes Karten und Szenen aus der Erkundung des Landes, die das Wachstum der USA darstellen. Der jüngste Teil stammt aus den Jahren 1993/1994 und wurde von EverGreene Painting Studios, Inc. nach Cox’ Plänen ausgeführt, da dieser mittlerweile gestorben war.

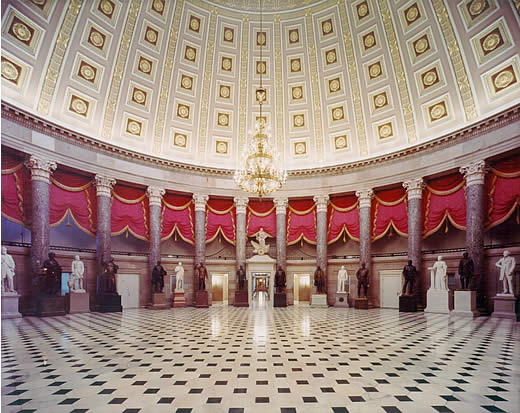
National Hall Statuary Collection
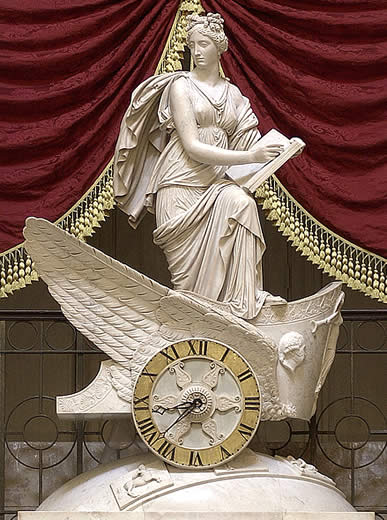
Wagen der Geschichte in der Statuary Hall
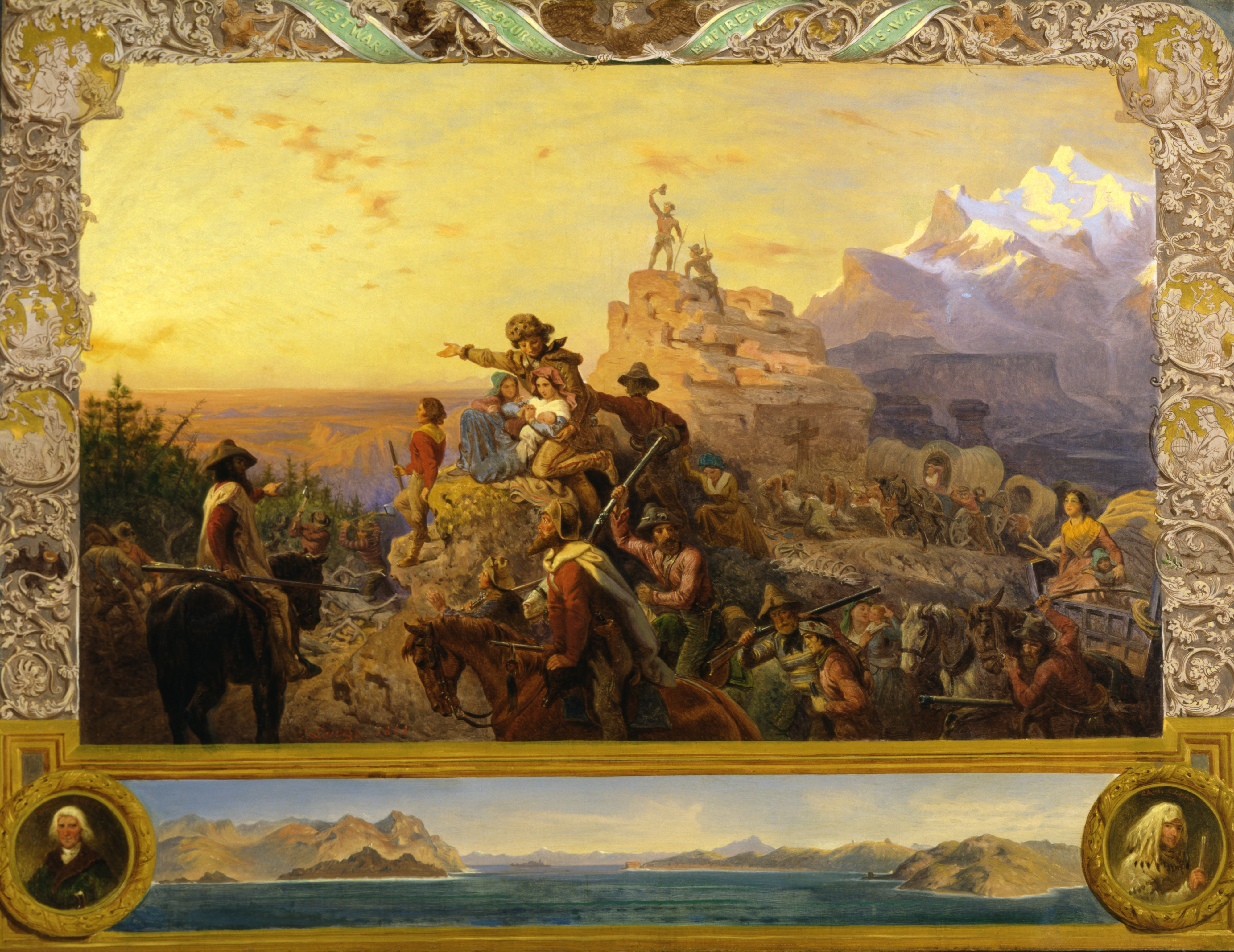
Westward the course of empire takes its way
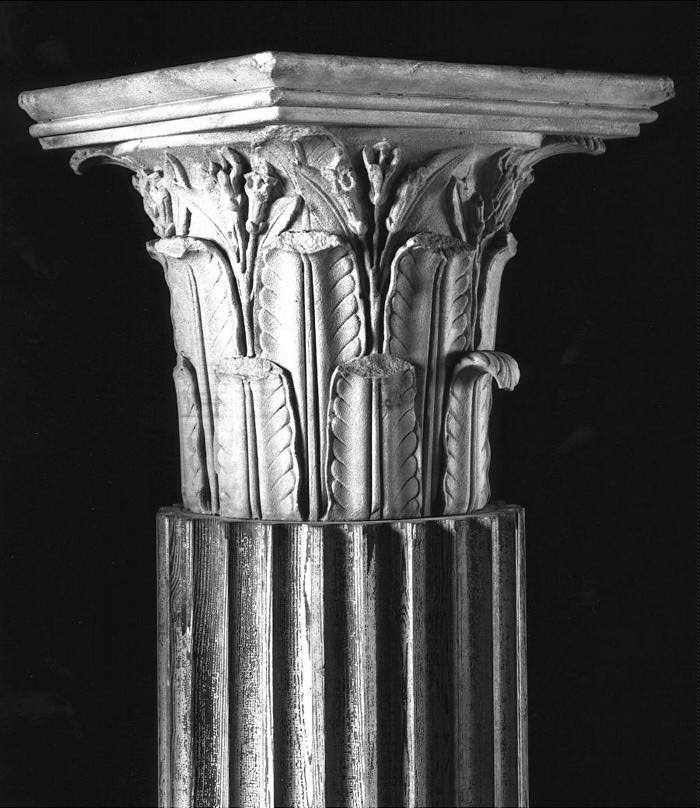
Tabakkapitell

## Sicherheit
Für die Sicherheit am Kapitol ist die United States Capitol Police (USCP) zuständig. Waren Teile des Gebäudes bis 1969 frei zugänglich, begann der Kongress seitdem, Wachen aufzustellen. Seit dem 11. September 2001 haben auch die Sicherheitsmaßnahmen am Kapitol zugenommen. Entgegen den vorherigen Regeln dürfen Besucher das Gebäude nur noch als Teil einer geführten Gruppe betreten. Das neue Visitor Center soll unter anderem dazu dienen, Besucher sorgfältiger durchsuchen zu können, bevor sie das Kapitol betreten. In den Straßen um das Kapitol herum führte die Kapitolpolizei zudem zahlreiche andere Maßnahmen durch. Eine Straße schloss sie seitdem komplett. Die Capitol Police hat diverse Checkpoints errichtet, an denen sie vorbeifahrende Fahrzeuge anhalten kann. Auf den Hauptdurchfahrtsstraßen versenkte die Polizei Barrikaden, die sie im Notfall hochziehen kann. LKWs und Kleinbusse sind generell nicht mehr in diesen Straßen erlaubt. In den Nebenstraßen stehen die Barrikaden grundsätzlich aufgerichtet, Fahrzeuge dürfen sie erst passieren, wenn die Insassen eine Genehmigung dafür vorweisen können.
Neben den Straßen errichtete die Capitol Police zahlreiche Barrieren. Sie reichen von hunderten Pollern, die sich neben den Fahrbahnen befinden, bis hin zu Betonsperren (Jersey barriers), die alle verhindern sollen, dass ein Fahrzeug die Fahrbahn verlassen und auf das Kapitolgelände fahren kann. Am Mittag des 2. April 2021 fuhr ein Mann mit einem Fahrzeug nahe dem Kapitol in eine dieser Absperrungen, tötete einen Polizisten der USCP und verletzte einen Weiteren. Der Fahrer wurde von den Beamten erschossen. Dieser Vorfall, der nach dem Sturm auf das Kapitol in Washington bereits der zweite im Jahr 2021 war, gab den Debatten um die Sicherheit des Kapitols und die Umstrukturierung der USCP erneut Anschub.

## Im politischen Leben

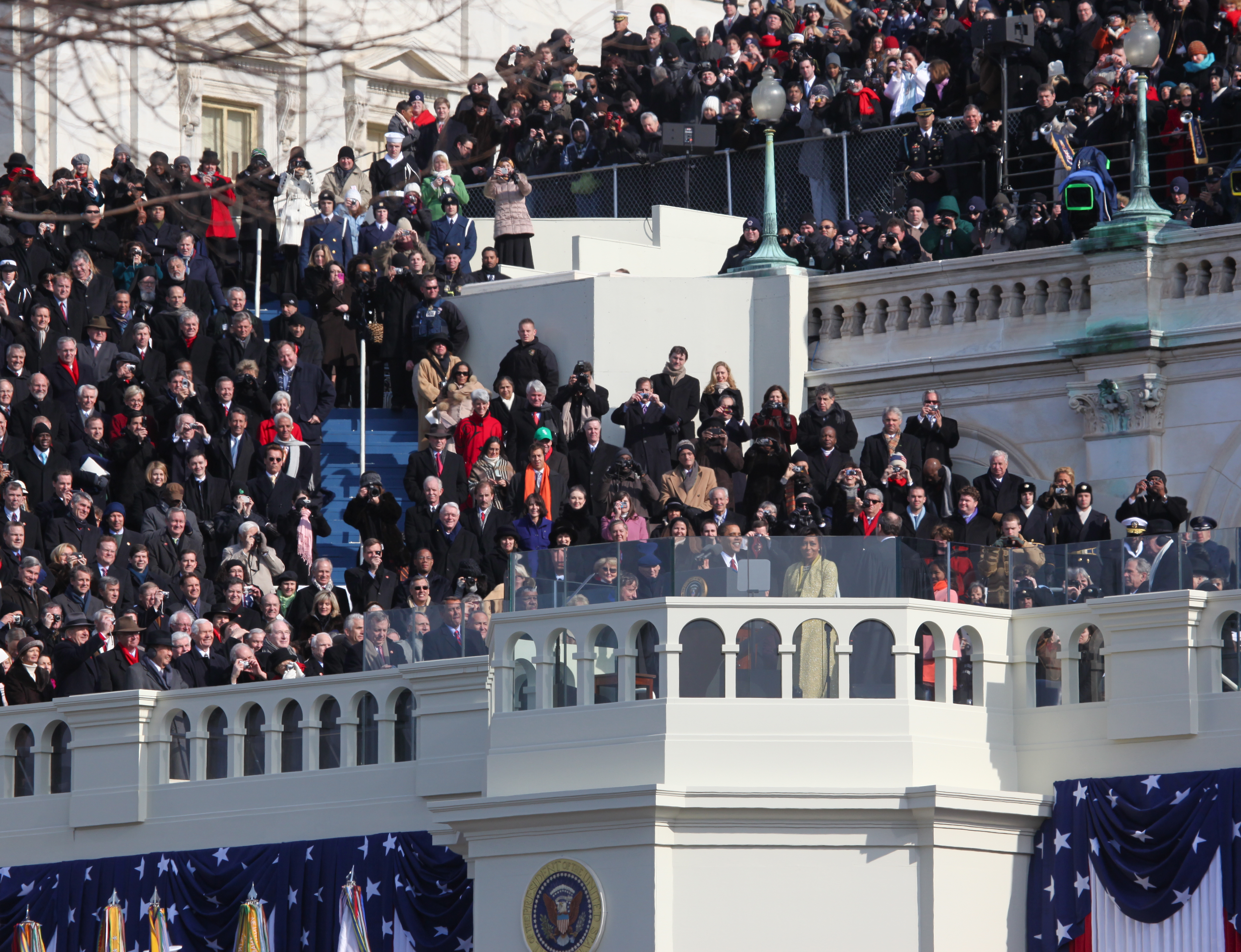
John Roberts nimmt Barack Obama auf den Stufen des Kapitols den Amtseid ab

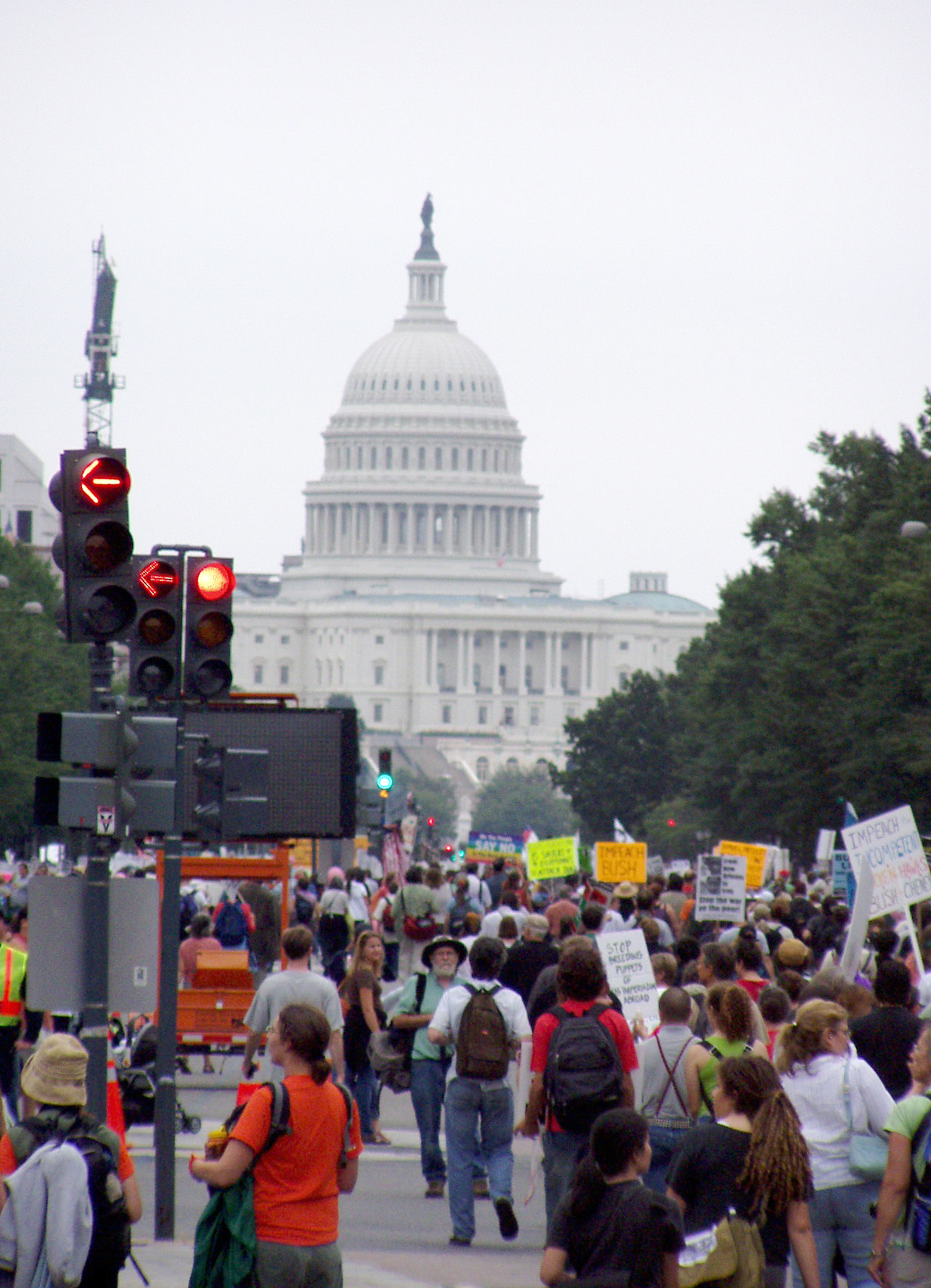
Demonstranten marschieren auf das Kapitol zu

Das Kapitol und besonders seine Kuppel ist zu einem Symbol für das politische Amerika geworden. Neben den Ereignissen, die direkt mit dem Kongress zusammenhängen, spielte das Kapitol auch aus anderen Gründen immer wieder eine Rolle im politischen Leben der USA. Die meisten Präsidenten schworen ihren Amtseid vor dem Kapitol. Bis 1977 vor der Ostfront, 1981 verlegte Ronald Reagan das Prozedere durch sein Beispiel vor die Westfront.
Das Kapitol befindet sich auf der Rückseite der 50-Dollar-Note und ist ein ausgesprochener Touristenmagnet. Jährlich besuchen etwa 3 bis 5 Millionen Besucher das Gebäude. Genauso aber ist es Ziel von Demonstrationen, die auf der National Mall bis zum Kapitol gehen.
Weniger friedliche Protestkundgebungen gegen die USA fanden bisher viermal im Kapitol statt: 1954 eröffneten Nationalisten aus Puerto Rico von der Besuchergalerie aus das Feuer auf den Senat, jedoch ohne größeren Schaden anzurichten. 1971 explodierte eine Bombe vor dem Plenarsaal des Senats. Am 24. Juli 1998 stürmte Russell Eugene Weston Jr. in das Kapitol und eröffnete das Feuer auf die Anwesenden. Dabei starben zwei Beamte der United States Capitol Police. Weston wurde im nachfolgenden Verfahren von einem Gericht für schuldunfähig erklärt.
Das Kapitol war auch das wahrscheinliche Ziel der Terroristen, die den United Airlines Flight 93 am 11. September 2001 in ihre Gewalt brachten, durch die Passagiere aber gehindert wurden, ihr Ziel anzufliegen.

## Sturm auf das Kapitol 2021

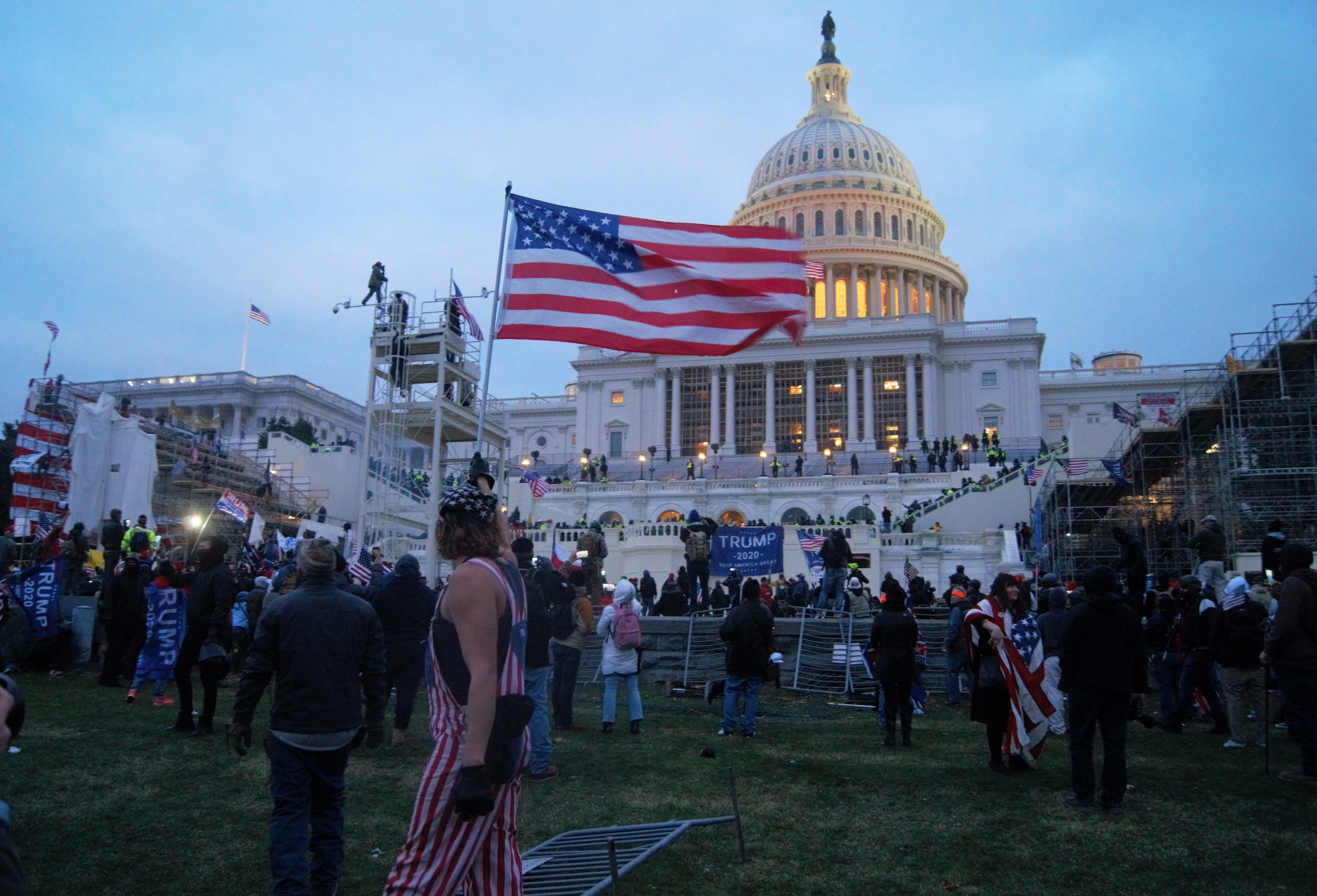
Sturm von Trump-Anhängern auf das Kapitol

Am 6. Januar 2021 wurde das Kapitol von Randalierern gestürmt, die von einer vorangegangenen Kundgebung vor dem Weißen Haus kamen.
Die Randalierer stürmten das Kapitol während der gemeinsamen Sitzung des Kongresses, in der die Wahl des designierten Präsidenten Joe Biden und der designierten Vizepräsidentin Kamala Harris bestätigt wurde. Als der Mob einbrach, wurden Vizepräsident Mike Pence, Mitglieder des Kongresses und Mitarbeiter in einer Not-Evakuierung hinausgeleitet. Die Randalierer nahmen die Senatskammer und die Büros der Mitarbeiter ein, darunter auch das Büro der Sprecherin des Repräsentantenhauses, Nancy Pelosi, während die Kammer des Repräsentantenhauses von bewaffneten Wachen verteidigt wurde. Einige der Randalierer trugen Südstaatenflaggen, Nazisymbole und trugen Krawallausrüstung, darunter Helme und militärähnliche Westen. Bei dem Angriff starben vier Randalierer, darunter eine Frau, die beim Versuch, in das Kapitol einzudringen, erschossen wurde, sowie ein Beamter der Kapitolspolizei. Das Kapitol blieb mehrere Stunden lang besetzt, bevor die Kapitolspolizei und die Nationalgarde den Putschversuch beendeten. Bei der anschließenden Räumung des Geländes wurden in zwei Gebäuden Rohrbomben gefunden und entschärft. Später am Abend konnte die anberaumte Sitzung wieder aufgenommen, und die Ergebnisse der Präsidentschaftswahl bestätigt werden.